# Marcus Antonius

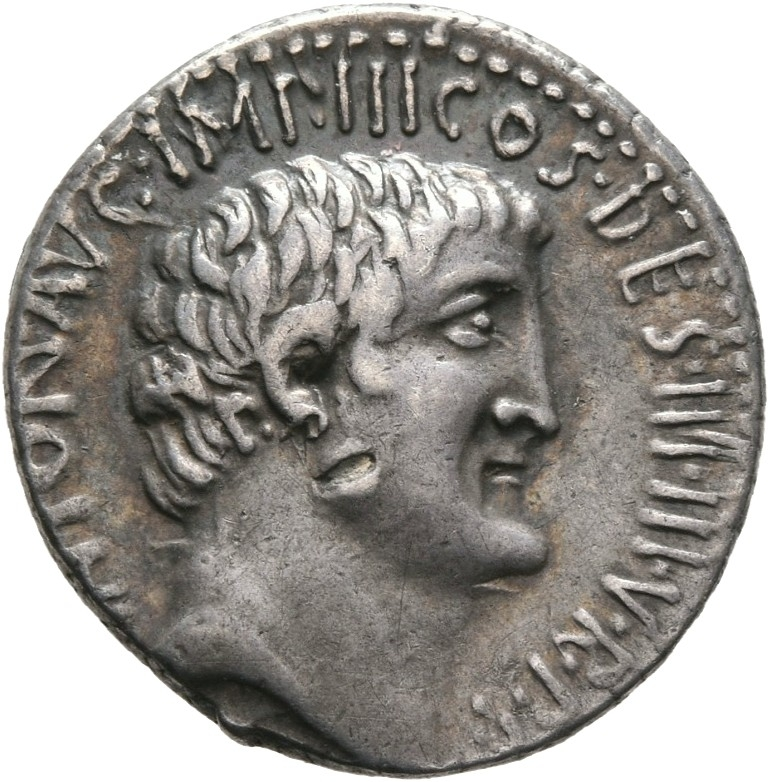
Münze von Marcus Antonius und Marcus Silanus, 33 v. Chr., Vorderseite

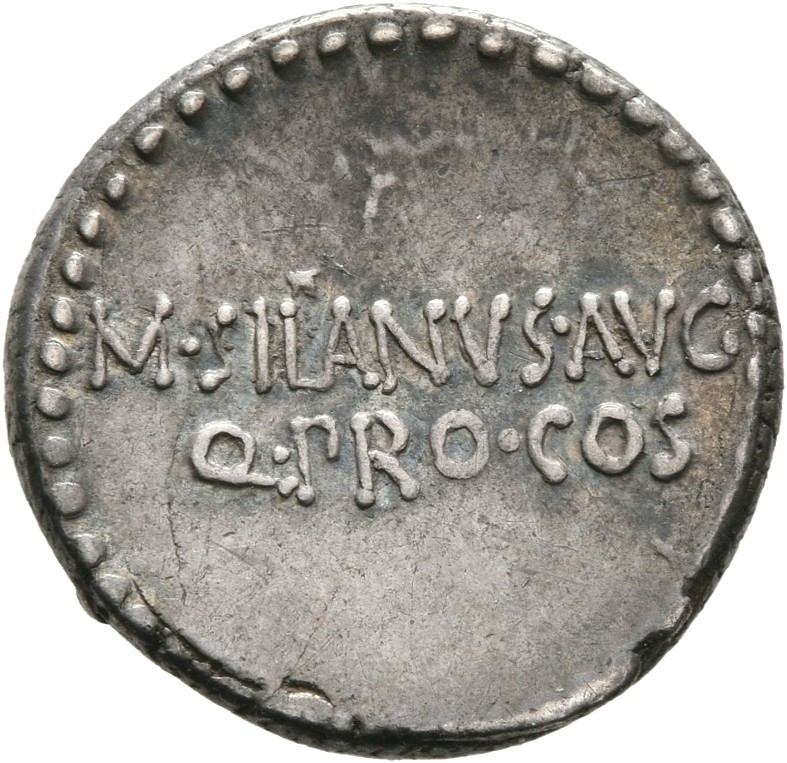
Münze von Marcus Antonius und Marcus Silanus, 33 v. Chr., Rückseite

Marcus Antonius (eingedeutscht Mark Anton, kurz Antonius; * 14. Januar 86 v. Chr., 83 v. Chr. oder 82 v. Chr.; † 1. August 30 v. Chr. in Alexandria) war ein römischer Politiker und Feldherr. Er machte zunächst als Anhänger Gaius Iulius Caesars Karriere, wurde nach dessen Ermordung 44 v. Chr. einer der mächtigsten Männer Roms und schloss mit Octavian (dem späteren Kaiser Augustus) und Marcus Aemilius Lepidus das zweite Triumvirat. 42 v. Chr. schaltete er die Partei der Caesarmörder aus und verwaltete seither den Osten des Römischen Reichs. Wegen seiner Geliebten Kleopatra geriet er trotz zeitweiliger Versöhnung in immer schärferen Gegensatz zu Octavian. Dies führte schließlich 32 v. Chr. zum offenen Krieg und 31 v. Chr. zur entscheidenden Schlacht bei Actium. Ein knappes Jahr nach ihrer Niederlage töteten sich Antonius und Kleopatra selbst. Damit war Octavians Weg zur Alleinherrschaft über Rom frei.

## Aufstieg

### Abstammung
Marcus Antonius gehörte der plebejischen Familie der Antonier an. Sein Großvater väterlicherseits, Marcus Antonius Orator, war ein berühmter Redner, wurde 99 v. Chr. Konsul und 97 v. Chr. Zensor. Im Jahr 87 v. Chr. wurde er ebenso wie Marcus Antonius’ Großvater mütterlicherseits, Lucius Iulius Caesar, von den Marianern ermordet. Marcus Antonius Creticus, der Vater des Marcus Antonius, bekleidete 74 v. Chr. die Prätur und starb 71 v. Chr. während eines fehlgeschlagenen Feldzugs gegen das mit den Piraten verbündete Kreta. Iulia, die Mutter des Marcus Antonius und entfernte Verwandte Gaius Iulius Caesars, gebar ihrem Gatten Antonius Creticus zwei weitere Söhne, Marcus Antonius’ jüngere Brüder Gaius und Lucius.

### Jugend und frühe Laufbahn
Der 14. Januar ist als Marcus Antonius’ Geburtstag sicher überliefert. Dieses Datum wurde nach Octavians endgültigem Sieg im Rahmen der damnatio memoriae, der Antonius nun verfiel, vom Senat zum unheilvollen Nefastus-Tag erklärt. Das Geburtsjahr ist allerdings nicht genau bekannt. Laut seinem Biographen Plutarch starb Antonius im Alter von 53 oder 56 Jahren, wonach er entweder 83 oder 86 v. Chr. geboren sein müsste. Die Althistoriker Hermann Bengtson und Manfred Clauss nehmen aber 82 v. Chr. als sein Geburtsjahr an, worauf unter anderem Appians Angabe hinweist, Antonius habe 41 v. Chr. in seinem 40. Lebensjahr gestanden.
Über Antonius’ Jugend ist wenig bekannt. Nachdem er seinen nur Schulden hinterlassenden Vater bereits 71 v. Chr. verloren hatte, heiratete seine Mutter in zweiter Ehe Publius Cornelius Lentulus Sura, der 71 v. Chr. Konsul war, aber im nächsten Jahr bei einer Säuberungsaktion aus dem Senat ausgeschlossen wurde. Antonius wuchs als Jugendlicher mit seinen jüngeren Brüdern im Haus seines Stiefvaters auf und scheint gute Beziehungen zu ihm unterhalten zu haben. 63 v. Chr. wurde Lentulus Sura als prominenter Teilnehmer an der Catilinarischen Verschwörung auf Befehl des damaligen Konsuls Marcus Tullius Cicero verhaftet und trotz des Widerspruchs Gaius Iulius Caesars hingerichtet. Antonius warf Cicero später vor, dass dieser anfangs nicht einmal den Leichnam Lentulus Suras habe ausliefern wollen. Von da her datiert wohl der Beginn der erbitterten Feindschaft zwischen Antonius und dem Redner.
Laut den mehr der Diffamation als der Wahrheitsfindung dienenden Philippischen Reden Ciceros soll Antonius seine Jugend äußerst ausschweifend ausgelebt haben. So habe er homosexuelle Beziehungen zu Gaius Scribonius Curio gepflegt. Plutarch berichtet, dass Curio Antonius zu Trinkgelagen, Frauenbekanntschaften und Extravaganzen verleitet habe, so dass Antonius schließlich die für sein Alter große Summe von 250 Talenten Schulden gehabt habe. Dann sei Antonius mit dem späteren berüchtigten Volkstribun Publius Clodius Pulcher herumgestreift, habe aber bald von diesem genug gehabt.
Um seinen Gläubigern zu entkommen, ging Antonius 58 v. Chr. nach Griechenland, dessen Kultur sein späteres Leben prägen sollte. Dort vervollkommnete er traditionsgemäß seine rhetorische Ausbildung, die für eine Politikerkarriere eine wichtige Voraussetzung darstellte. Er bevorzugte dabei den asianischen Stil, der laut Plutarch dem hochmütigen und zügellos ehrgeizigen Lebensstil des Antonius geähnelt habe. Daneben betrieb Antonius auch militärische Übungen.
Erste militärische Erfahrungen sammelte Antonius in den Jahren 57 bis 55 v. Chr. als Reiterführer des Prokonsuls von Syrien, Aulus Gabinius, in Judäa und Ägypten. Gabinius griff 57 v. Chr. in den innerjüdischen Krieg ein, der zwischen dem von den Römern unterstützten Johannes Hyrkanos II. und seinem Neffen Alexander tobte. Antonius zeichnete sich bei der Bekämpfung Alexanders aus und nahm im nächsten Jahr am Krieg gegen den aus Rom geflohenen und nach Judäa zurückgekehrten Aristobulos II., den Vater Alexanders, teil. 55 v. Chr. zog Antonius mit Gabinius zur gewaltsamen Rückführung des vertriebenen Königs Ptolemaios XII. gegen Ägypten, eroberte Pelusion, schlug im Zusammenwirken mit Gabinius in zwei Schlachten Archelaos, den Gemahl von Ptolemaios’ ältester Tochter Berenike IV., und trug so wesentlich zum Gelingen des Feldzugs bei. Er traf damals wohl auch zum ersten Mal die Prinzessin Kleopatra.

### Karriere unter Caesar
54 v. Chr. zog Antonius von Syrien nach Gallien zu Caesar, zu dem er bis zu dessen Ermordung trotz zeitweiliger Entfremdung gute freundschaftliche Beziehungen unterhalten sollte. Durch Caesars Förderung gelang Antonius ein steiler politischer Aufstieg bis zum Konsulat. 53 v. Chr. begab er sich mit Empfehlungen Caesars nach Rom und begann die öffentliche Ämterlaufbahn als Quästor (52 oder 51 v. Chr.). In den Jahren 52 bis 50 v. Chr. diente er als Legat bzw. Quästor Caesars in Gallien. Zum ersten Mal wird er von Caesar in dessen Gallischem Krieg anlässlich des Kampfes um Alesia erwähnt, wo Vercingetorix von den Römern eingeschlossen war. Als eine gallische Entsatzarmee eine überraschende nächtliche Attacke auf den römischen Belagerungsring versuchte, kommandierten Antonius und Gaius Trebonius entferntere Truppeneinheiten an die bedrohte Stelle ab, sodass der gallische Durchbruchsversuch scheiterte. 51 v. Chr. sandte Antonius den Reiterführer Gaius Volusenus Quadratus zur Bekämpfung des Atrebatenfürsten Commius. Bei einem daraus entstandenen Gefecht wurde Volusenus schwer verwundet; dennoch konnte Antonius bald die Unterwerfung des Commius entgegennehmen.
50 v. Chr. ging Antonius wieder nach Rom und konnte sich mit Unterstützung der Caesarianer bei der Wahl zum nach dem Tod des Redners Quintus Hortensius Hortalus freigewordenen Posten eines Augurs durchsetzen, einem Amt, das er bis zu seinem Tod bekleidete. Im Dezember 50 v. Chr. erfolgte sein Amtsantritt als Volkstribun. In dieser Stellung suchte er im sich nun stark zuspitzenden Konflikt zwischen Caesar und Pompeius die Interessen seines Gönners in der Hauptstadt nach Kräften zu verteidigen. Unterstützt wurde er dabei u. a. von seinem Jugendfreund Curio. Die Konsuln von 49 v. Chr. waren erbitterte Caesarfeinde und in der Senatssitzung vom 7. Januar 49 v. Chr. (vorjulianisch) wurde beschlossen, dass Caesar als Staatsfeind betrachtet würde, sollte er seine Armee nicht bis zu einem bestimmten Termin auflösen. Antonius und sein Kollege Quintus Cassius Longinus mussten zuvor den Senat verlassen und wurden somit gesetzwidrig ihres Interzessionsrechts beraubt, sie fürchteten sogar um ihr Leben. Sie flohen als Sklaven verkleidet nach Ariminum zu Caesar, der durch das Überschreiten des Rubikon den Bürgerkrieg eröffnet hatte. Caesar stellte nun seinen Soldaten die gewalttätige Behandlung der sakrosankten Volkstribunen vor Augen und machte sie in einer gut inszenierten Ansprache zum Marsch auf Rom gefügig.
Im Auftrag Caesars zog Antonius mit fünf Kohorten gegen Arretium und überrumpelte die Stadt rasch. Der von Caesars schnellem Vorstoß überraschte Pompeius verließ Italien und wich nach Griechenland aus. Caesar verfolgte seinen Gegenspieler nicht sogleich, sondern zog zur Bekämpfung starker pompeianischer Armeen nach Spanien. Währenddessen fungierte Antonius im Rang eines Proprätors als Oberbefehlshaber aller in Italien stationierten Armeen, ohne dass er zuvor Prätor gewesen war. Lepidus verwaltete als Prätor Rom. Unberechtigt ist wohl Ciceros später erhobener Vorwurf, dass Antonius sich kaum um die Bedürfnisse der Zivilbevölkerung gekümmert habe. Nach seinem siegreichen Spanienfeldzug kehrte Caesar nach Italien zurück und setzte Anfang 48 v. Chr. mit sieben Legionen nach Epirus über. Da er aber über eine zum Transport aller Truppen zu kleine Flotte verfügte, übertrug er Antonius das Kommando über die in Brundisium verbliebenen fünf Legionen. Antonius sollte dieses Heer nach Griechenland überführen, sobald Caesars Flotte nach Italien zurückgesegelt war. Marcus Calpurnius Bibulus zerstörte aber einen Teil der zurückkehrenden Schiffe und verhinderte durch eine strenge Seesperre jede Verbindung zwischen Antonius und Caesar, starb jedoch bald. Mit 50 Schiffen der pompeianischen Flotte blockierte Lucius Scribonius Libo unterdessen Antonius in Brundisium. Die Mannschaft Libos litt aber an Trinkwassermangel und Antonius verhinderte, dass sie sich mit Wasser an der Küste versorgen konnte. So musste sich Libo Ende März 48 v. Chr. (vorjulianisch) zurückziehen und Antonius gelang die Seereise nach Griechenland. Durch widrige Winde nördlich von Dyrrhachion abgetrieben, entging er einer pompeianischen Abfangflotte, konnte bei Nymphaion sicher landen, umging geschickt den ihm entgegenziehenden Pompeius und vereinigte seine Truppen mit jenen Caesars. Nun nahm Antonius an der monatelangen erfolglosen Belagerung des Pompeius bei Dyrrhachion teil, und danach am 9. August 48 v. Chr. (vorjulianisch; 7. Juni 48 v. Chr. julianisch) an der Schlacht bei Pharsalos, in der er den linken Flügel von Caesars Heer kommandierte. Pompeius wurde in dieser Schlacht vernichtend geschlagen.
Daraufhin wurde Antonius magister equitum des zum Diktator ernannten Caesar. Während dieser Pompeius nach Ägypten verfolgte und den Alexandrinischen Krieg sowie den Blitzfeldzug gegen Pharnakes siegreich beendete, sollte Antonius in Italien Ruhe und Ordnung aufrechterhalten, zeigte sich jedoch der Aufgabe nicht gewachsen. Gegen die geplante Sozialreform des Volkstribunen Publius Cornelius Dolabella, der Anfang 47 v. Chr. im Interesse der vielen Schuldner Anträge auf Schuldenerlass einbrachte, schritt Antonius erst nach einiger Zeit ein und ließ, als Dolabella über seine Rogationen abstimmen lassen wollte, die Versammlung auf dem Forum äußerst blutig auseinandertreiben. Angeblich war er gegen den Volkstribun erbittert, weil dieser seine Gattin Antonia verführt habe, von der sich Antonius jedenfalls etwa zu dieser Zeit scheiden ließ. Er eignete sich auch Besitztümer des ermordeten Pompeius wie dessen römisches Stadthaus an und soll ein öffentlich zur Schau gestelltes aufwendiges und ausschweifendes Leben, etwa mit der schönen Tänzerin Cytheris, geführt haben.
Diese Vorkommnisse bewirkten der früheren Forschung zufolge eine Abkühlung von Antonius’ Verhältnis zu Caesar, als dieser im Oktober 47 v. Chr. (vorjulianisch) nach Italien zurückkehrte. Auf diese Weise erklärte man sich die fehlenden Informationen für die politische Tätigkeit des Antonius im Jahre 46 v. Chr. Helmut Halfmann hat in Abkehr von dieser Forschungssicht vermutet, dass Antonius in diesem Jahr Praetor war.  Antonius wirkte allerdings nicht an jenen Kriegen mit, die Caesar zuerst in Nordafrika, dann in Spanien gegen die verbliebenen Pompeianer führte. In dieser Zeit hielt sich Antonius in Italien auf und könnte Kleopatra begegnet sein, die seit dem Herbst 46 v. Chr. als Caesars Gast in Rom weilte.
Damals heiratete Antonius die sehr emanzipierte, ehrgeizige und – für eine Römerin ungewöhnlich – nach politischem Einfluss strebende Fulvia, die zuvor mit Antonius’ Jugendfreunden Clodius und Curio vermählt gewesen war. Cicero und der von dessen Philippischen Reden beeinflusste Plutarch berichten von Antonius’ leidenschaftlicher Liebe zu seiner Gemahlin: Als er sich 45 v. Chr. nach Caesars Sieg in Spanien auf den Weg zum Diktator gemacht und das falsche Gerücht von dessen Tod sowie dem Anmarsch von dessen Feinden erhalten habe, soll er nach Rom zurückgeeilt sein und sich unerkannt als Sklave verkleidet in sein eigenes Haus begeben haben unter dem Vorwand, Fulvia einen Brief ihres Gatten zu überbringen; als Fulvia darin seine Liebesschwüre gelesen und zu weinen begonnen habe, soll Antonius sich zu erkennen gegeben und sie umarmt haben. Dass diese Episode in der zweiten Philippischen Rede Ciceros ihren Ursprung hat, sorgt bei den heutigen Historikern für Misstrauen.
Laut Plutarch und Cicero soll Antonius bereits 45 v. Chr. über das geplante Attentat auf Caesar Bescheid gewusst haben. Plutarch gibt an, dass Gaius Trebonius und Antonius gemeinsam dem aus Spanien zurückkehrenden Diktator entgegenreisten; dabei habe Antonius zwar die ihm von Trebonius angebotene Teilnahme an der intendierten Ermordung des Diktators abgelehnt, aber auch nichts verraten. Cicero behauptet sogar, dass Antonius zusammen mit Trebonius in Narbo die Verschwörung mitgeplant habe und erst später abgesprungen sei. Der Caesar-Biograph Luciano Canfora hält die angebliche frühe Mitwisserschaft des Antonius für glaubwürdig. Andere Forscher halten diese Episode dagegen für konstruiert.

### Konsulat

#### Bis zur Ermordung Caesars
Nach seiner Rückkehr aus Spanien söhnte sich Caesar mit Antonius aus; beide bekleideten 44 v. Chr. das Konsulat. Dieses Amt wollte Caesar nach seiner Abreise zum geplanten Partherkrieg niederlegen, woraufhin Dolabella  Suffektkonsul werden sollte; Antonius suchte jedoch, dieses Vorhaben mit allen Mitteln zu verhindern.
Am 15. Februar 44 v. Chr. und damit zu einem Zeitpunkt, als Caesars offener Übergang zur Monarchie bereits vielfach befürchtet wurde, nahm Antonius im Rahmen des Lupercalienfestes am traditionellen Rundlauf durch Rom teil und überreichte dem der Zeremonie zusehenden Diktator ein Diadem, das die Königswürde symbolisierte. Als jedoch das anwesende Volk durch Murren seine Ablehnung zum Ausdruck brachte, wies Caesar die angebotene Krone mehrmals zurück. Cicero behauptete später, dass Antonius durch diesen Auftritt das Schicksal des Diktators besiegelt, also offenbar den Caesarmördern den letzten Anstoß zur Ausführung ihrer Tat gegeben habe. Die Motive für Antonius’ Handlungsweise sind sehr unklar und umstritten, etwa, ob er in vorheriger Verabredung mit Caesar oder aus eigenem Antrieb handelte.
Ursprünglich hatten die Verschwörer geplant, nicht nur den Diktator, sondern auch dessen Günstlinge Antonius und Lepidus zu beseitigen, doch verwarfen sie dieses Vorhaben, nachdem Marcus Iunius Brutus widersprochen hatte. Damit aber der körperlich sehr starke und wagemutige Konsul dem Diktator beim Attentat nicht beistehen konnte, sollte er abgelenkt werden. Als Antonius daher am 15. März 44 v. Chr. Caesar zum Sitzungssaal des Pompeiustheaters begleitete, wurde er von Trebonius in einem Vorraum in ein Gespräch verwickelt und konnte dadurch die Ermordung Caesars nicht verhindern.

#### Rolle nach den Iden des März

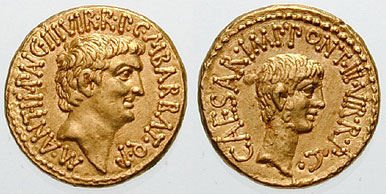
Marcus Antonius (links) und Octavian, Aureus 41 v. Chr.

Nach der Tat floh Antonius und verbarrikadierte sich in seiner Wohnung. Unterdessen sahen sich die Caesarmörder in ihrer Hoffnung enttäuscht, durch die Ermordung des Diktators die Republik sofort wiederherstellen zu können. Sie mussten sich, da ihre Freiheitsparolen nicht wirkten und sie sich vielmehr bedroht fühlten, auf dem Kapitol verschanzen. Antonius ergriff bald die Initiative und bemächtigte sich des Staatsschatzes aus dem Tempel der Ops (700 Millionen Sesterzen). Mit dem Geld soll er u. a. seine Schulden beglichen haben. Calpurnia übergab ihm die Papiere und das Privatvermögen ihres ermordeten Gemahls. Obwohl  Antonius kein militärisches Imperium besaß, rief er die Veteranen zu sich. Der Magister equitum Lepidus führte noch in der Nacht zum 16. März Truppen in die Hauptstadt, um die Ordnung wiederherzustellen. Lepidus wollte zuerst das Kapitol erstürmen lassen, doch Antonius setzte in einer Konferenz der Caesarianer durch, nach einer friedlichen Lösung zu suchen. Am 17. März fand auf Antonius’ Anordnung eine Senatssitzung im Tempel der Tellus statt, allerdings ohne die Caesarmörder. Bei der umstrittenen Frage, ob die acta Caesaris weiterhin Rechtskraft behalten sollten, stellte Antonius rhetorisch geschickt den Senatoren vor Augen, dass sie ihre jetzigen und künftigen staatlichen Ämter nahezu ausnahmslos Caesar verdankten und diese bei einer Annullierung der Maßnahmen des Diktators verlieren würden. So erreichte er, dass alle Verfügungen und das Testament Caesars gültig blieben. Außerdem wurde ein öffentliches Begräbnis des Diktators gestattet. Im Gegenzug erhielten die Verschwörer Amnestie. Zur Bestätigung der Verständigung gaben Antonius und Lepidus ihre Söhne den Attentätern als Geiseln, und am Abend des 17. März war Brutus bei Lepidus und Cassius bei Antonius zu Gast. Antonius akzeptierte nun auch, dass Dolabella sein Mitkonsul war.
Weil Antonius durch seine kluge Führung einen neuen Bürgerkrieg vermieden habe, erhielt er in der nun auch von den Verschwörern besuchten Senatssitzung vom 18. März Ehrenbeschlüsse. Bei der Testamentsverlesung in Antonius’ Haus wurde bekannt, dass Caesar den jungen Octavian zu seinem Adoptivsohn und Haupterben ernannt hatte; Antonius war nur als Nacherbe eingesetzt. Caesars letzter Wille war der Grundstein für Octavians raschen Aufstieg. Gemäß Appian hetzte Antonius bei Caesars Begräbnis am 20. März das Volk mittels einer demagogischen Trauerrede gegen die Attentäter auf, verbunden mit einer geschickten Inszenierung, indem er der Menge die blutbefleckte Toga und ein Wachsabbild des Diktators zeigte, auf dem die zahlreichen Wunden des Getöteten dargestellt waren. Seither waren die Caesarmörder in Rom nicht sicher. Falls Antonius wirklich der Initiator des Volkszorns war, der bei Caesars Bestattung auftrat, hatte er damit die Vertreibung der Mörder aus Rom erreicht, ohne mit ihnen völlig zu brechen. So billigte er in der zweiten Märzhälfte Senatsbeschlüsse wie die Abschaffung der Diktatur und die Einsetzung einer Kommission, die Caesars Amtshandlungen prüfen sollte. Äußerlich behielt der Konsul noch längere Zeit ein korrektes Verhältnis zu Brutus und Cassius bei. Die den beiden Hauptverschwörern nach ihrer Prätur von Caesar zugedachten Provinzen Makedonien und Syrien ließ Antonius allerdings etwa Ende März sich selbst und Dolabella für die Zeit nach dem Konsulat zusprechen. Mitte April befahl er die Erdrosselung des sog. „Falschen Marius“, der sich als Enkel des Germanenbezwingers Gaius Marius ausgab und Unruhe stiftete.
Mit Hilfe von Caesars Geheimschreiber Faberius fälschte Antonius für ihn vorteilhafte, angeblich vom Diktator geplante und sich in dessen Nachlass findende Gesetze wie Ämterverleihungen, Amnestien oder Rückberufungen von Verbannten. Außerdem bewilligte er sich eine 6.000 Mann starke Leibwache. Um sich bei Caesars Soldaten beliebt zu machen, erließ er mit Dolabella im April ein Gesetz zur Veteranenansiedlung, u. a. in den teilweise trockengelegten Pontinischen Sümpfen. Der Gewinnung der Truppen galt auch seine Ende April angetretene, mehrwöchige Reise nach Kampanien, wo er zu den dort stationierten Heeren persönlichen Kontakt aufnahm.

#### Erste Konflikte mit Octavian
Die Republikaner betrachteten Antonius zunehmend als neuen Tyrannen, und Cicero bedauerte, dass der Konsul an den Iden des März (Caesars Todestag) nicht mitbeseitigt worden war. Als Antonius Mitte Mai an der Spitze zahlreicher angeworbener Veteranen aus Kampanien nach Rom zurückkehrte, war dort unterdessen Octavian eingetroffen und machte ihm seinen Antrittsbesuch. Doch Antonius benahm sich dem jungen Mann gegenüber abweisend und hochmütig. Mochte er vielleicht Octavian zunächst wegen dessen Jugend und bisher unbedeutender politischer Rolle noch nicht ernst nehmen, suchte er doch dessen weitere Schritte nach Kräften zu hemmen, etwa indem er die gesetzliche Bestätigung von Octavians Adoption verhinderte. Zur Absicherung seiner Stellung als Führer der Caesarianer verband Antonius sich den einflussreichen Lepidus durch Übertragung des vakanten Oberpontifikats (etwa am 20. Mai) und die Verlobung seiner Tochter Antonia mit einem Sohn des Lepidus. Außerdem verweigerte er Octavian die Übergabe von Caesars Barvermögen. Octavian bezahlte nun werbewirksam, u. a. durch Versteigerung eigener Güter, die im Testament des Diktators den Bürgern Roms versprochenen Schenkungen. Auch führte er mehrere Eigentumsprozesse gegen Antonius, da dieser von Caesar nach 49 v. Chr. konfiszierte Güter nicht herausgab. Genau solche Güter wollte Octavian aber ebenfalls zur Bezahlung der Legate an die Römer verkaufen. So sah Antonius sich durch Octavian vor der Öffentlichkeit erfolgreich die Rolle als politischer Erbe Caesars streitig gemacht, da Octavian wesentlich konsequenter als Vorkämpfer für das Andenken des Diktators auftrat.
Trotz der Spannungen wurde Antonius im Juni von Octavian bei der Durchsetzung eines Provinzentausches unterstützt. Statt Makedonien ließ er sich die wichtigen Provinzen Gallia transalpina und Gallia cisalpina für die Zeit nach dem Konsulat auf fünf Jahre übertragen sowie das Kommando über vier der in Makedonien befindlichen Legionen. Mit einem neuen Ansiedlungsgesetz wollte Antonius die Veteranen weiter für sich gewinnen. Außerdem wurde die Strafprozessordnung geändert. Der Senat hatte bei all dem nichts mitzureden, während Antonius seine Gesetzesinitiativen auch mit Gewalt durchdrückte. Marcus Brutus und Gaius Cassius suchte der Konsul durch einen entwürdigenden Beschluss vom 5. Juni aus Italien zu entfernen; sie sollten in Sizilien und Asia Getreide für Rom aufkaufen. Trotzdem hielten die Caesarmörder noch an einem friedlichen Umgang mit dem Konsul fest und verließen Italien erst Mitte August; doch Antonius ließ ihnen nun für die Zeit nach ihrer Prätur die unbedeutenden Provinzen Kreta und Kyrene zuweisen. Als Octavian in einer  Gerichtsrede, die sich um die ihm vorenthaltenen Güter Caesars drehte, Antonius heftig attackierte, wurde er auf Befehl des Konsuls von Liktoren abgeführt. Er gab vor, sich bedroht zu fühlen, und Antonius musste sich auf Druck seiner eigenen Soldaten mit seinem Rivalen öffentlich aussöhnen.

#### Beginn des Kampfes gegen Cicero und Octavian
Bürgerkriegsgefahr tauchte auf, als sich die Spannungen zwischen Antonius und Octavian weiter zuspitzten. Zu diesem Zeitpunkt trat auch Cicero, der Antonius verdächtigte, die Alleinherrschaft anzustreben, wieder stärker politisch in Erscheinung. Er polemisierte öffentlich gegen Antonius mit seinen 14 Philippischen Reden, die er nach dem Vorbild der Reden des Demosthenes gegen Philipp II. von Makedonien benannt hatte. In der ersten Rede, gehalten am 2. September 44 v. Chr., prangerte Cicero u. a. Antonius’ Fälschung der Acta Caesaris an, brach aber noch nicht völlig mit seinem Gegner. Auf die gehässige Antwort des Konsuls in einer Senatsrede vom 19. September verfasste Cicero seine erst posthum veröffentlichte zweite Philippica, die heftige (wenn auch nicht völlig unbegründete) persönliche Schmähungen gegen Antonius enthielt. Dadurch vollzog sich der endgültige Bruch zwischen den Konkurrenten und Cicero stieg zum Wortführer der republikanisch gesinnten Fraktion im Senat auf.
Die Anfang Oktober von Antonius aufgestellte Behauptung, dass auf ihn ein von Octavian angestiftetes Attentat verübt worden sei, fand wenig Glauben, zumal er keine Untersuchung zuließ. Zu dieser Zeit begann Octavian widerrechtlich als Privatmann mit der Rekrutierung von Soldaten; so versuchte er mit hohen Soldversprechungen die vier für Antonius bestimmten makedonischen Legionen heimlich abzuwerben. Diese waren mittlerweile in Brundisium eingetroffen, und zu ihnen reiste der Konsul am 9. Oktober aus Rom ab. Da er ihnen aber nur ein Fünftel der von Octavian gebotenen Summe zahlen wollte, kam es zu Meutereien. Daraufhin ließ er die Disziplin des Heeres durch Hinrichtung von 300 Rädelsführern wiederherstellen. Fulvia, die ihren Gatten Antonius begleitete, soll sich an diesem Blutbad ergötzt haben. Drei Legionen hatten entlang der Ostküste nach Norditalien zu marschieren, während Antonius mit der Haubenlerchenlegion rasch gegen Rom vorrückte. Dort war nämlich Octavian mit einer in Kampanien ausgehobenen, aus Veteranen Caesars bestehenden Privatarmee erschienen und hatte dem Senat Unterstützung gegen den Konsul versprochen. Als Antonius in Rom eintraf, war Octavian kurz zuvor eilig abgezogen. Nachdem zwei der makedonischen Legionen (Marslegion und Legio IV Macedonica) zum Caesarerben abgefallen waren, machte sich Antonius Ende November mit den ihm treu gebliebenen Truppen, etwa vier bis fünf Legionen, auf den Weg in die Provinz Gallia cisalpina, die er deren Statthalter, dem Caesarmörder Decimus Iunius Brutus Albinus, abnehmen wollte. Eine weitere Legion wurde ihm von seinem Bruder Lucius zugeführt.

### Mutinensischer Krieg
Antonius marschierte im Dezember 44 v. Chr. über Ariminum in Gallia cisalpina ein. Da Decimus Brutus über schwächere Streitkräfte verfügte, zog er sich in das befestigte Mutina zurück, wo er von Antonius belagert wurde. Damit begann der Mutinensische Krieg, ohne dass es zunächst zu größeren Kampfhandlungen kam.
Um sein angemaßtes Imperium zu legitimieren und Antonius zu schwächen, drängte Octavian inzwischen Cicero, den Führer des Senats, zu einem Bündnis gegen Antonius. Damit musste er, der bisher erklärte Rächer Caesars, auch eine Allianz mit den Caesarmördern schließen. Am 20. Dezember 44 v. Chr. brachte Cicero den Senat dazu, dass er Decimus Brutus als weiterhin legitimen Statthalter von Gallia cisalpina anerkannte und den Pakt mit Octavian einging. Dagegen konnte Cicero vorerst nicht durchsetzen, dass Antonius zum Staatsfeind erklärt wurde. Nach dem Jahreswechsel wurde Octavians Stellung vom Senat durch Verleihung eines proprätorischen Kommandos und vieler weiterer Privilegien legitimiert und aufgewertet. Octavian sollte nach Ciceros Vorstellungen als einer der Feldherren des Senats agieren, zu denen außerdem die Konsuln von 43 v. Chr., Aulus Hirtius und Gaius Vibius Pansa Caetronianus, sowie Decimus Brutus gehörten.
Ein Teil des Senats unterstützte aber den Vorschlag des Konsuls von 47 v. Chr., Quintus Fufius Calenus, eine Aussöhnung mit Antonius zu versuchen. Gegen den Willen Ciceros wurde eine dreiköpfige Gesandtschaft – bestehend aus Caesars Schwiegervater Lucius Calpurnius Piso Caesoninus, Octavians Stiefvater Lucius Marcius Philippus und dem Juristen Servius Sulpicius Rufus – zu Verhandlungen mit Antonius geschickt. Dieser sollte die Feindseligkeiten gegen Decimus Brutus einstellen und aus Oberitalien abziehen. Antonius lehnte dies ab und verteidigte seine Position, die nächsten fünf Jahre Statthalter seiner ihm gesetzlich bewilligten Provinz sein zu wollen, zeigte aber durchaus Kompromissbereitschaft wie die Anerkennung der Marcus Brutus und Cassius noch von Caesar für das Jahr 41 v. Chr. versprochenen Konsulate. Doch Cicero blieb bei seiner unnachgiebigen Haltung. Nach einem Patt von Kriegstreibern und -gegnern wurde auf Empfehlung von Antonius’ Onkel Lucius Iulius Caesar erklärt, dass Aufruhr herrsche, aber noch kein Krieg gegen Antonius beschlossen sei. Endlich erreichte Cicero Anfang Februar 43 v. Chr., dass der Senat die in seiner 8. Philippica erhobenen Forderungen annahm und damit faktisch den Krieg erklärte. In einem Brief an die Konsuln rechtfertigte Antonius seine Politik; Cicero bringt Auszüge daraus in der 13. Philippica und zerpflückt das Schreiben.
Etwa Mitte März 43 v. Chr. begannen Octavian und Hirtius ohne größere Widerstände ihren Vormarsch über Bononia bis nahe Mutina, um Decimus Brutus zu entsetzen. So sah sich Antonius in einen Zweifrontenkrieg verwickelt. Zur Unterstützung der Senatstruppen führte danach Pansa vier neue Rekrutenlegionen heran und erhielt Verstärkung durch die ihm von Hirtius entgegengeschickte Marslegion und Leibwache Octavians. Antonius suchte nun die völlige Vereinigung der Heere der beiden Konsuln zu verhindern. Pansa wurde am 14. oder 15. April in blutigem Kampf bei Forum Gallorum von Antonius völlig geschlagen und schwer verwundet. Hirtius griff daraufhin mit Kerntruppen die abgekämpfte Armee des Antonius noch am Schlachtfeld an und besiegte sie. Trotzdem rückte Antonius noch nicht ab. Er erlitt am 21. April bei Mutina erneut eine Niederlage gegen Hirtius und Octavian und zog am folgenden Tag in Richtung Westen davon.

### Triumvirat
Hirtius war gefallen und auch Pansa starb bald danach. Cicero freute sich verfrüht über den vermeintlichen Sieg über Antonius, der mit seinen Anhängern wohl am 26. April 43 v. Chr. vom Senat zum Staatsfeind erklärt wurde. Decimus Brutus nahm die Verfolgung des Antonius auf, an der sich Octavian nicht beteiligen wollte. Antonius zog zunächst über Placentia und Dertona nach Westen und erhielt etwa am 3. Mai bei Vada Sabatia westlich Genuas Verstärkung durch drei Legionen, die ihm Publius Ventidius Bassus zuführte. Er überquerte sodann unter großen, von Plutarch geschilderten Strapazen die Alpen. Seine Truppen litten dabei Hunger, und Antonius erwies sich als vorbildhafter Führer, indem er etwa abgestandenes Wasser trank und sich von Baumrinde und Wurzeln ernährte. Am 15. Mai erreichte er Forum Iulii. Nicht weit entfernt waren die sieben Legionen des Lepidus stationiert, der damals Gallia Narbonensis und Hispania citerior verwaltete. Bald lagerten die Heere der beiden caesarianischen Generäle an den beiden Ufern des Argenteus einander gegenüber. Rasch fraternisierten die Soldaten der beiden Kommandanten, und am 29. Mai begab sich Antonius mit großem Gefolge ins Lager des Lepidus, der sich ihm anschließen musste. Nun kommandierte Antonius 14 Legionen. Lucius Munatius Plancus konnte sich gerade noch entziehen und vereinigte sich mit Decimus Brutus. Octavian, nach seinem Sieg im Konflikt mit dem Senat, marschierte mit seiner Armee in Rom ein, erzwang am 19. August seine Wahl zum Konsul und ließ daraufhin die Caesarmörder ächten und die Acht gegen Antonius und Lepidus aufheben. Damit war der Weg zur Vereinigung der Caesarianer frei, um Marcus Brutus und Cassius zu bekämpfen, die nahezu den gesamten Osten des Römischen Reichs unter ihre Kontrolle gebracht hatten. Gaius Asinius Pollio und kurz danach auch Plancus schlossen sich Antonius an. Dies bewirkte den Untergang des Decimus Brutus; er wurde im September 43 v. Chr. auf der Flucht von einem Keltenhäuptling ermordet und sein Kopf an Antonius gesandt.
Antonius ließ sechs Legionen unter dem Befehl seines Legaten Lucius Varius Cotyla in Gallien zurück und begab sich mit 17 Legionen und 10.000 Reitern nach Norditalien, um mit Octavian ein Bündnis zu schließen. Beide Machthaber nahmen wie zuvor vereinbart jeweils fünf Legionen, also etwa 25.000 Soldaten, zu ihrem Treffpunkt mit, einer kleinen Insel im Fluss Lavinius nahe Bononia, auf der Antonius, Octavian und Lepidus Ende Oktober 43 v. Chr. in einem von gegenseitigem Misstrauen geprägten Klima zusammentrafen; sie sollen einander sogar auf versteckte Waffen durchsucht haben. Nach zweitägigen Beratungen schlossen sie das zweite Triumvirat, eine zunächst auf fünf Jahre befristete Sondermagistratur, die ihnen faktisch die gleiche Machtfülle wie die Diktatur Sullas und Caesars verschaffte, so dass sie zu unumschränkten Herren der von ihnen kontrollierten Territorien aufstiegen. Der Senat war ihnen völlig untergeordnet. Das Triumvirat wurde bald durch das auf Antrag des Volkstribunen Publius Titius am 27. November 43 v. Chr. von der Volksversammlung beschlossene Titische Gesetz auf eine legale Basis gestellt, doch war die Regierung des Dreimännerkollegiums eine reine Militärherrschaft. Zur Bekräftigung des Bündnisses wurden familiäre Bande geknüpft, indem Octavian Antonius’ Stieftochter Clodia heiratete. Hauptziel war die Vernichtung der Partei der Caesarmörder im Osten. Zusammen wollten Antonius und Octavian mit jeweils 20 Legionen gegen Brutus und Cassius zu Felde ziehen, während Lepidus die Aufgabe zufiel, mit drei Legionen Rom zu sichern. Mit Ausnahme des gemeinsam verwalteten Italien teilten die Triumvirn den Westen des Römischen Imperiums unter sich auf, wobei Antonius als mächtigster unter ihnen wählen konnte und sich die wichtigsten Provinzen Gallia cisalpina und Gallia comata aussuchte. Sie bestimmten auch die Besetzung der höchsten Jahresämter auf fünf Jahre im Voraus und vereinbarten die Vertreibung der Einwohner von 18 Städten Italiens, um deren Land nach der Niederwerfung der Caesarmörder an die heimkehrenden Soldaten verteilen zu können.
Zur Finanzierung des Feldzuges gegen die Caesarmörder und um keine Opposition im Rücken zu haben, beschlossen die Triumvirn ferner nach dem Vorbild Sullas zunächst gegenüber den Soldaten geheim gehaltene, umfangreiche Proskriptionen, durch die zahlreiche politische Gegner für vogelfrei erklärt wurden. Eine erste Liste von 17 Verurteilten wurde sofort nach Rom geschickt. Nachdem die Machthaber mit starker militärischer Begleitung und voneinander getrennt an drei aufeinanderfolgenden Tagen in Rom eingezogen waren, ließen sie nach und nach weitere ergänzte Todeslisten veröffentlichen. Insgesamt sollen etwa 300 Senatoren und 2000 Ritter dem mit äußerster Grausamkeit durchgeführten Massenmord zum Opfer gefallen sein. Nur wenige entkamen in den Osten oder zu Sextus Pompeius, ein Großteil der Reste der alten Nobilität wurde eliminiert. Ganz oben auf der Todesliste des Antonius stand Cicero, der am 7. Dezember 43 v. Chr. auf der Flucht vom Centurio Herennius und dem Militärtribunen Gaius Popilius Laenas ermordet wurde. Sein Kopf und seine Hände wurden auf Befehl von Antonius auf den Rostra am Forum Romanum ausgestellt. Fulvia soll die Zunge des großen Rhetors mit ihrer Haarnadel durchbohrt haben. Auch Freunde und Verwandte der Triumvirn wurden nicht verschont, so etwa Antonius’ Onkel Lucius Iulius Caesar, den aber seine Schwester Iulia, die Mutter des Antonius, rettete. Bisweilen war reine Besitzgier für Ächtungen ausschlaggebend. So ließ Antonius den greisen Gelehrten Marcus Terentius Varro proskribieren, weil er sich dessen reiche Villen aneignen wollte. Dank des Schutzes des Quintus Fufius Calenus überlebte Varro.
Um den Rachekrieg gegen die Caesarmörder und ihre eigene Herrschaft zu legitimieren, förderten die Machthaber in großem Stil die kultische Verehrung des nun offiziell zum Gott erhobenen Caesar. Alle Gesetze Caesars sollten nach einem am 1. Januar 42 v. Chr. geleisteten Schwur der Triumvirn, Senatoren und Staatsbeamten ihre Gültigkeit behalten. Da der Verkaufserlös der eingezogenen Güter der Proskribierten bei weitem nicht zur Finanzierung des Krieges ausreichte, erhoben die Triumvirn Sondersteuern, vor allem von den Wohlhabenden. Sie ließen auch das Vermögen von 1400 reichen römischen Matronen besteuern; nach Protesten der betroffenen Damen wurde deren Anzahl auf 400 gesenkt.

### Philippi
Octavians Freund Quintus Salvidienus Rufus vereitelte einen Angriff des Sextus Pompeius von Sizilien aus gegen das süditalienische Festland bei Rhegium, verlor dann aber eine Seeschlacht gegen Pompeius. Octavian konnte den Kampf nicht fortsetzen, sondern musste mit seiner Flotte Antonius helfen, die Seeblockade des Lucius Staius Murcus bei Brundisium zu durchbrechen. Dies gelang und die Triumvirn konnten den Hauptteil ihrer Truppen auf dem Seeweg nach Dyrrhachion übersetzen. Sie verfügten über insgesamt etwa 21 bis 22 Legionen, Reiterei und Truppen von Hilfsvölkern. Ein Voraustrupp von acht Legionen des Antonius unter Lucius Decidius Saxa und Gaius Norbanus Flaccus war schon östlich bis zu den Pässen an der Nordküste der Ägäis vorgedrungen, hatte sich aber nach seiner Umgehung durch das anmarschierende Heer des Cassius und Brutus nach Amphipolis zurückgezogen. Die Caesarmörder hatten 17 von insgesamt etwa 21 Legionen nebst einer sehr starken Kavallerie und Hilfstruppen mitgebracht und erbauten beiderseits der Via Egnatia im Gebiet westlich von Philippi ein stark befestigtes Doppellager, das im Süden durch einen großen Sumpf, im Norden durch ein schwer zugängliches Gebirge geschützt war. Ihre Nachschublinie über den Hafen Neapolis und die gegenüberliegende Insel Thasos war gesichert. Antonius begab sich ohne den kranken Octavian zu seinem Voraustrupp, zog mit ihm in die Nähe Philippis und schlug westlich vom Lager der Caesarmörder seinen Stützpunkt auf. Einige Zeit später stieß der noch nicht ganz genesene Octavian zu Antonius. Die Triumvirn mussten die Schlacht bald suchen, weil die Jahreszeit fortgeschritten war, es an Wasser und Holz am Lagerplatz mangelte sowie die Zufuhr von Italien her durch die Flotte der Caesarmörder fast vollständig unterbunden war. Demgegenüber konnten die Caesarmörder aufgrund ihrer gut geschützten Stellung und ihrer sicheren Nachschubwege den Angriff abwarten.
Antonius baute südlich von Cassius’ Lager heimlich einen Damm durch das Moor, um die Versorgungswege der Caesarmörder zu bedrohen und von Süden her angreifen zu können. Cassius wurde erst spät auf Antonius’ Taktik aufmerksam und suchte dann durch Anlage von Querschanzen den Weg über den Damm zu blockieren. Bei der sich daraus entspinnenden ersten Schlacht bei Philippi eroberte Antonius das Lager des Cassius. Gleichzeitig machte Brutus einen Gegenangriff, überrannte Octavians Truppen und drang in das Lager der Triumvirn ein, in dem sich der kranke Octavian zu seinem Glück nicht befand. Aufgrund unterbrochener Nachrichtenverbindungen glaubte Cassius wohl irrtümlich an eine völlige Niederlage und verübte Selbstmord. Brutus konnte Cassius’ Lager zurückerobern und vermied nun umso konsequenter jede weitere Feldschlacht. Doch seine Offiziere waren mit dieser defensiven Taktik unzufrieden und seine caesarianischen Veteranen drohten die Seiten zu wechseln. So stellte sich Brutus nach etwa drei Wochen wieder der Schlacht, bei der Antonius erneut den größten Anteil am Sieg der Triumvirn hatte. Am Tag nach seiner Niederlage verübte auch Brutus Selbstmord. Die beiden Schlachten fanden im Oktober/November 42 v. Chr. statt und entschieden die Machtfrage zugunsten der Caesarianer; nur noch Sextus Pompeius und die Flotte der Caesarmörder blieben eine Gefahr. Antonius behandelte die Verlierer wesentlich milder als Octavian, der grausam mit den Gefangenen verfahren sein soll und Brutus’ Leichnam enthaupten ließ. Die geübte Schonung brachte Antonius Sympathien bei der unterlegenen Partei ein.

## Zenit

### Reichsteilung

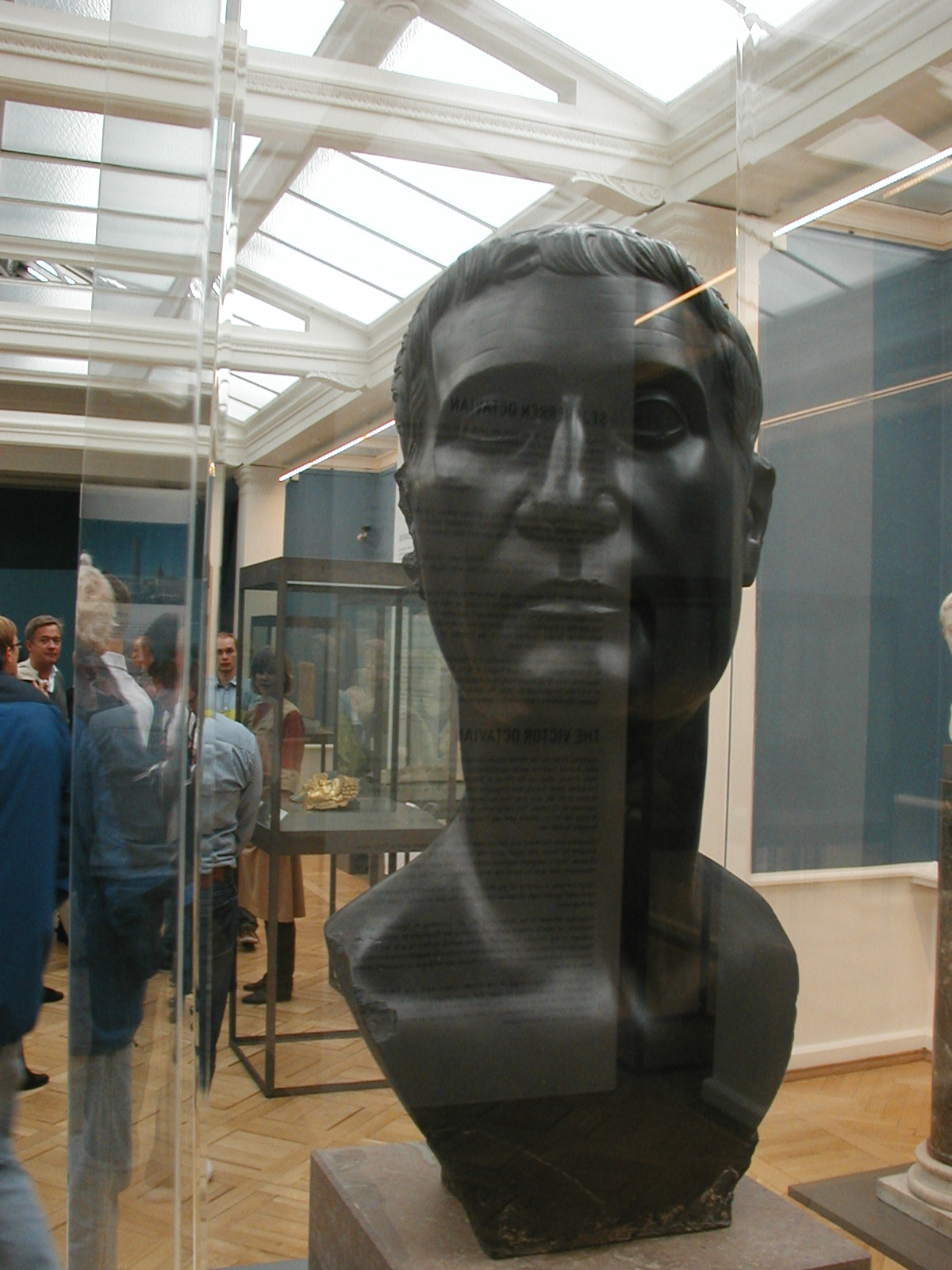
Büste des Marcus Antonius (?), Ny Carlsberg Glyptotek, Kopenhagen

Antonius und Octavian beschlossen, vertraglich besiegelt, die Aufteilung ihrer künftigen Aufgaben und Neuverteilung ihrer Machtbereiche. Da Antonius den Hauptanteil am Erfolg der Triumvirn gehabt hatte, konnte er seine Wünsche weitgehend durchsetzen. Er erhielt Gallia comata und Gallia Narbonensis, welche Provinzen er durch Legaten regieren ließ, während Gallia cisalpina ab nun zu Italien gehörte. Als dringlichste Aufgabe übernahm Antonius die Organisation des reichen Ostens, wo er auch die Gelder für die Soldaten beschaffen sollte. Damit übte er faktisch die alleinige Herrschaft im Osten aus, obwohl dieser bei der neuen Provinzverteilung formell unberücksichtigt blieb. Antonius hatte auch den von Caesar geplanten Partherkrieg zu führen. Octavian bekam Spanien und musste das schwierige Problem lösen, Zehntausende Veteranen in Italien anzusiedeln und zu diesem Zweck die Bewohner 18 italischer Städte ohne Entschädigung zu enteignen. Ferner fiel ihm der Kampf gegen Sextus Pompeius zu. Lepidus wurde vorläufig noch als – nun allerdings schwächstes – Mitglied des Triumvirats geduldet und erhielt nur die Provinz Africa zugesprochen. Italien sollte gemeinsames Einfluss- und Rekrutierungsgebiet der Triumvirn bleiben. Zum damaligen Zeitpunkt waren Antonius’ politische Pläne noch nicht ausschließlich auf eine Herrschaft im Osten konzentriert, sondern er sah seinen großen Provinzialbereich in Gallien und seine Einflussmöglichkeiten in Italien als wichtige Machtstützen. Italien war weiterhin das politische Zentrum aller Triumvirn.

### Treffen mit Kleopatra

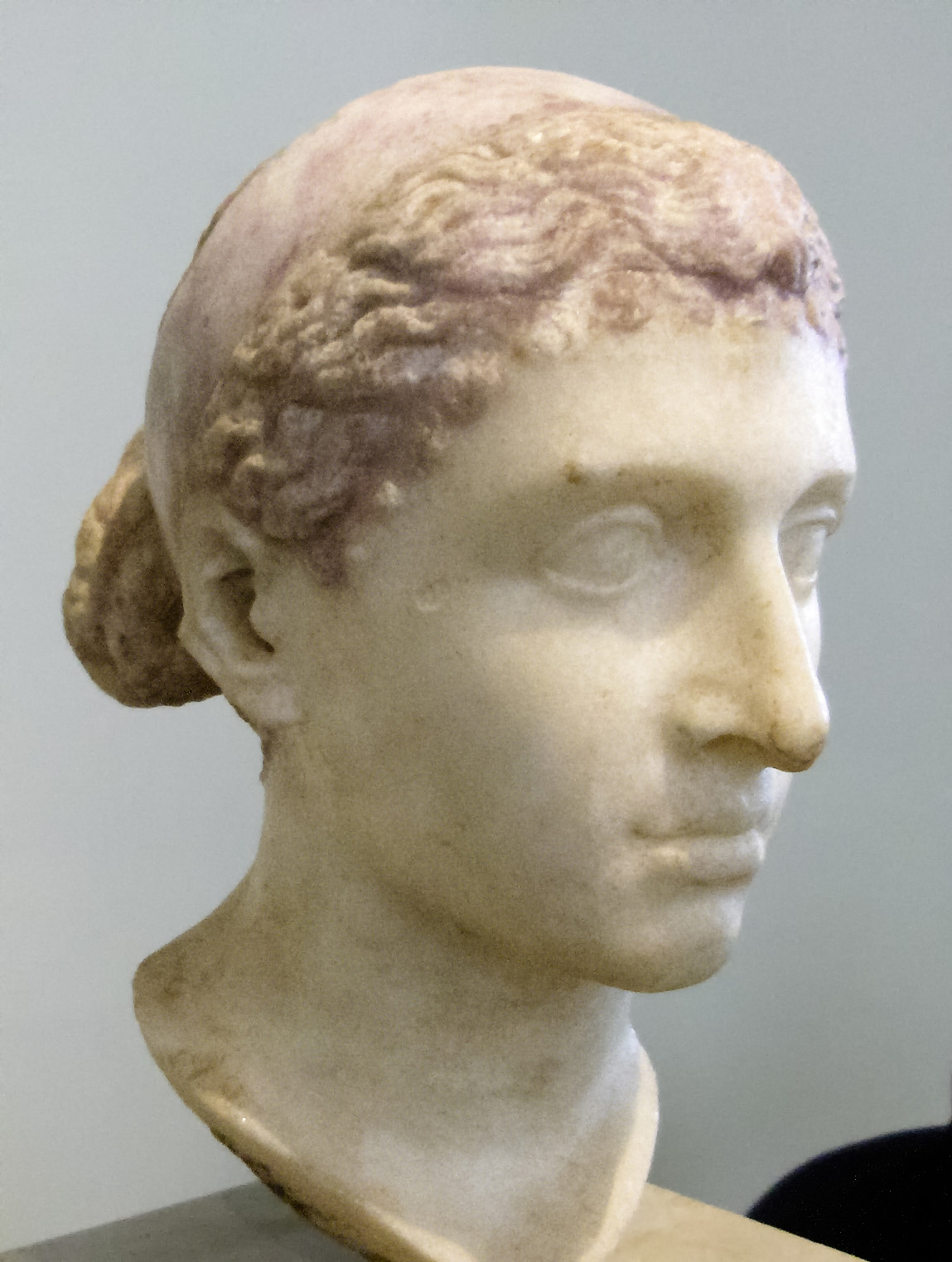
Porträt Kleopatra VII., Antikensammlung Berlin

Nach Einrichtung einer Kolonie für ehemalige Soldaten in Philippi ging Antonius nach Griechenland und verbrachte dort den Winter 42/41 v. Chr. als Privatmann. Ihm gefiel die griechische Kultur und Lebensart und er gab sich als Philhellene, um Sympathien der Bewohner des hellenistischen Ostens zu gewinnen. Er besuchte religiöse Feste sowie Vorträge und nahm an Diskussionen teil. Anfang 41 v. Chr. ließ er seinen Freund Lucius Marcius Censorinus als Statthalter von Macedonia und Achaea zurück, begab sich nach Kleinasien und wurde bei seinem Einzug in Ephesos als Neuer Dionysos verehrt. Er suchte die Verhältnisse in Kleinasien zu konsolidieren, empfing viele Gesandte, u. a. von semiunabhängigen Fürsten, mischte sich in dynastische Angelegenheiten in Klientelreichen ein und verlangte den Bewohnern große finanzielle Leistungen ab. Aber er belohnte diejenigen Städte und Machthaber, die nicht mit Brutus und Cassius kooperiert hatten und daher hatten leiden müssen. Obwohl Deiotaros die Caesarmörder unterstützt hatte, beließ ihn Antonius als Herrscher Galatiens. Trotz seiner Affäre mit der schönen Hetäre Glaphyra unterstützte der Triumvir wahrscheinlich nicht sofort deren Sohn Archelaos in dessen Kampf gegen Ariarathes X. um den Besitz Kappadokiens, sondern erst 36 v. Chr., nachdem sich Ariarathes wohl beim vorangegangenen Parthereinfall illoyal gezeigt hatte.

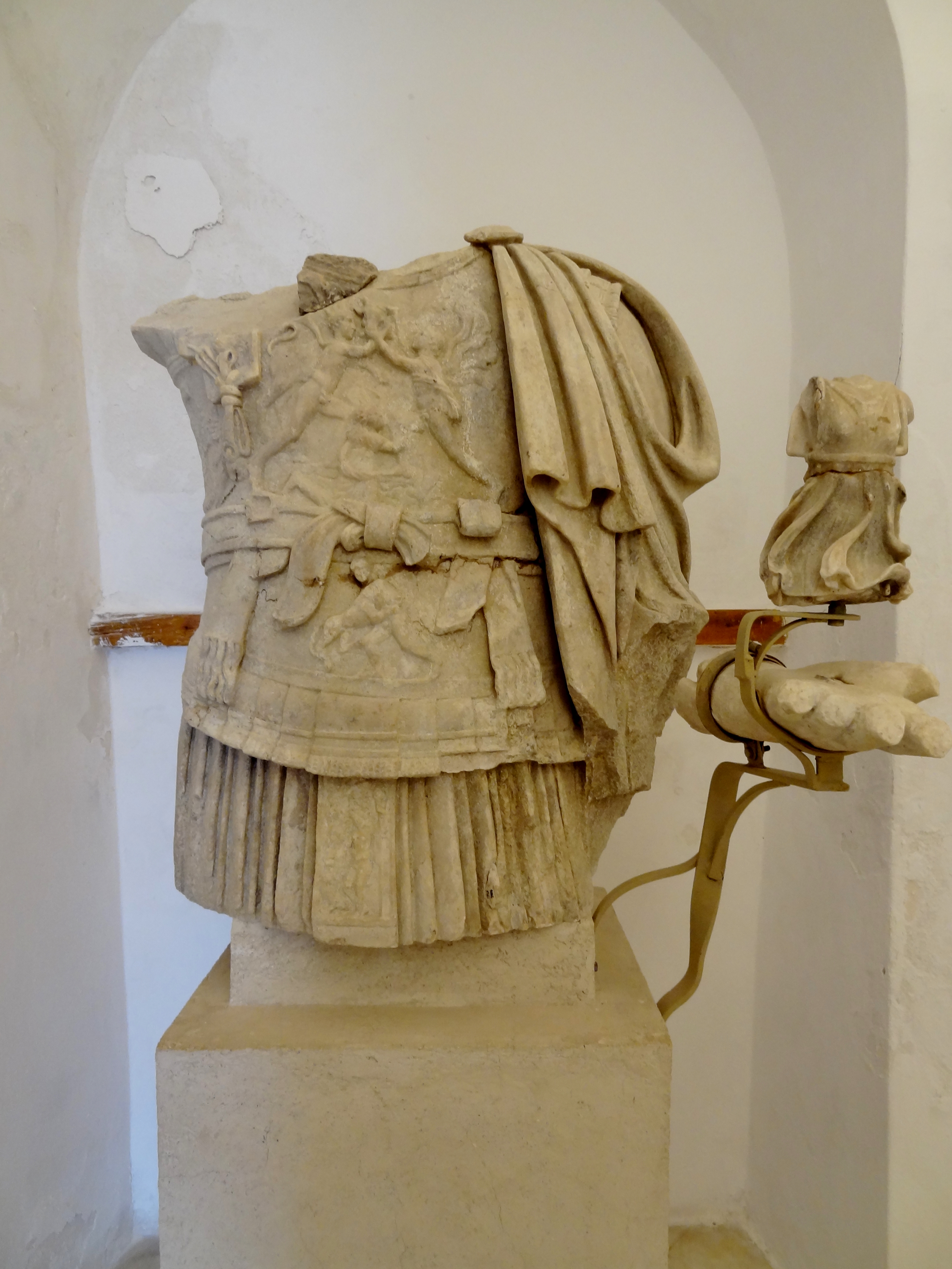
Panzerstatue des Marcus Antonius aus dem Heiligtum von Yria auf Naxos, wo er als Neuer Dionysos verehrt wurde

Während seines Kleinasien-Aufenthalts wurde Antonius Geliebter Kleopatras. Weil diese angeblich im Bürgerkrieg Cassius unterstützt hatte, ließ Antonius sie etwa im Sommer 41 v. Chr. durch seinen Vertrauten Quintus Dellius nach Tarsos in Kilikien vorladen. Der Grund ihrer Vorladung war wohl nur ein Vorwand; Antonius ging es eher um die Sicherung ägyptischer Hilfe für seinen geplanten Partherfeldzug, da Kleopatra die bedeutendste unter den Klientelherrschern des Orients war. Laut der von Plutarch anschaulich geschilderten Ankunft Kleopatras in Tarsos standen an Bord ihrer vergoldeten Prachtgaleere mit Purpursegeln als Nereiden kostümierte schöne Mädchen sowie Lustknaben; sie selbst trat reich geschmückt in einer geschickten Präsentation als irdische Inkarnation der Göttin Aphrodite (bzw. deren ägyptischem Pendant Isis) dem neuen Dionysos Antonius entgegen. Sie empfing ihn auf ihrem Schiff in einer aufreizenden Atmosphäre. In den folgenden Tagen richtete sie luxuriöse Bankette für Antonius aus und laut den antiken Autoren war sie es, die ihn mit diesem Auftritt eroberte und nicht umgekehrt. Neben der persönlichen Komponente legten freilich auch politische Gründe für beide Seiten eine Kooperation nahe. Antonius ließ auf Kleopatras Wunsch deren ihr feindlich gesinnte Schwester Arsinoe IV. und andere Gegner hinrichten.
Nach der Heimreise Kleopatras widmete sich Antonius der vorläufigen Ordnung der politischen Verhältnisse in Syrien, eine wegen der Nähe zu den Parthern heikle Aufgabe. Er befreite die Städte von ihren Tyrannen, die mit den Parthern kooperierten. Weil sich die Bewohner Palmyras zwischen Römern und Parthern neutral verhalten hätten, ließ der Triumvir durch seine Kavallerie die Stadt überfallen, allerdings vergeblich, da die Palmyrener rechtzeitig mit ihren Habseligkeiten geflüchtet waren. Antonius verlangte von den Fürsten und Städten Syriens hohe Tribute; doch nach seiner Abreise verweigerte Arados die Zahlungen. Auch mit Judäa beschäftigte sich Antonius, bestätigte Johannes Hyrkanos II., Herodes und dessen Bruder Phasael in ihren Stellungen und erhob die beiden Letzteren zu Tetrarchen.
Dann reiste Antonius nach Ägypten und verbrachte dort – anders als früher Caesar – als Privatmann ohne Militärbegleitung den Winter 41/40 v. Chr., um den Alexandrinern zu demonstrieren, dass er ihre Unabhängigkeit achtete. Kleopatra hielt ihren Geliebten ständig bei Laune. Laut Plutarch soll das Paar dauernd aufwendige Bankette veranstaltet, Ulk getrieben und in Schwelgereien gelebt haben. Weiter schildert Plutarch Streiche, die Kleopatra angeblich ihrem Geliebten wegen dessen mangelnder Angelkünste spielte; auch sollen die beiden nachts verkleidet durch Alexandria gestreift sein, um die Einwohner zu necken. Laut dem Historiker Appian trat Antonius dagegen staatsmännischer auf, indem er Tempel besuchte und mit Gelehrten diskutierte.
Angeblich bewirkte nur das Liebesleben in Ägypten Antonius’ Untätigkeit im Perusinischen Krieg, den Antonius’ Gattin Fulvia und Bruder Lucius Antonius im Winter 41/40 v. Chr. in Italien gegen Octavian führten. Unklar ist jedenfalls Antonius’ Haltung zu diesem Krieg, unwahrscheinlich, dass er erst nach dessen Ende davon erfuhr. Ohne konkrete Befehle des Triumvirn gingen seine starke Entsatzheere kommandierenden Generäle nur zögerlich gegen Octavian vor, der Lucius Antonius in Perusia belagerte, und bewirkten damit Lucius’ Kapitulation. Erst der Einfall der Parther in Syrien veranlasste Antonius etwa im März 40 v. Chr., Kleopatra zu verlassen und dieser Bedrohung zu begegnen. Über Tyros segelte er mit 200 Schiffen nach Kleinasien, wo er die Nachricht von Lucius’ Niederlage erhielt. Da sein Eingreifen in Italien, um seinen dortigen Einfluss zu erhalten, schwerer wog als die Partheroffensive, wandte er sich nach Westen. In Athen soll er der aus Italien geflohenen Fulvia schwere Vorwürfe gemacht haben. Da er sich während des Krieges jedoch nicht offen dagegen geäußert hatte – dies hätten die Quellen zweifelsohne festgehalten – muss davon ausgegangen werden, dass Lucius und Fulvia seinem Interesse durchaus nicht schadeten. Später wurde die Schuld für den Konflikt auf Fulvia abgewälzt, die noch im gleichen Jahr verstarb, während Antonius Mitte 40 v. Chr. weiter nach Italien fuhr.
Kleopatra sollte Antonius dreieinhalb Jahre nicht wiedersehen. 40 v. Chr. bekam sie Zwillinge von ihm, Alexander Helios und Kleopatra Selene, sowie nach ihrem späteren erneuten Treffen einen weiteren Sohn, Ptolemaios Philadelphos (* 36 v. Chr.).

### Ehe mit Octavia

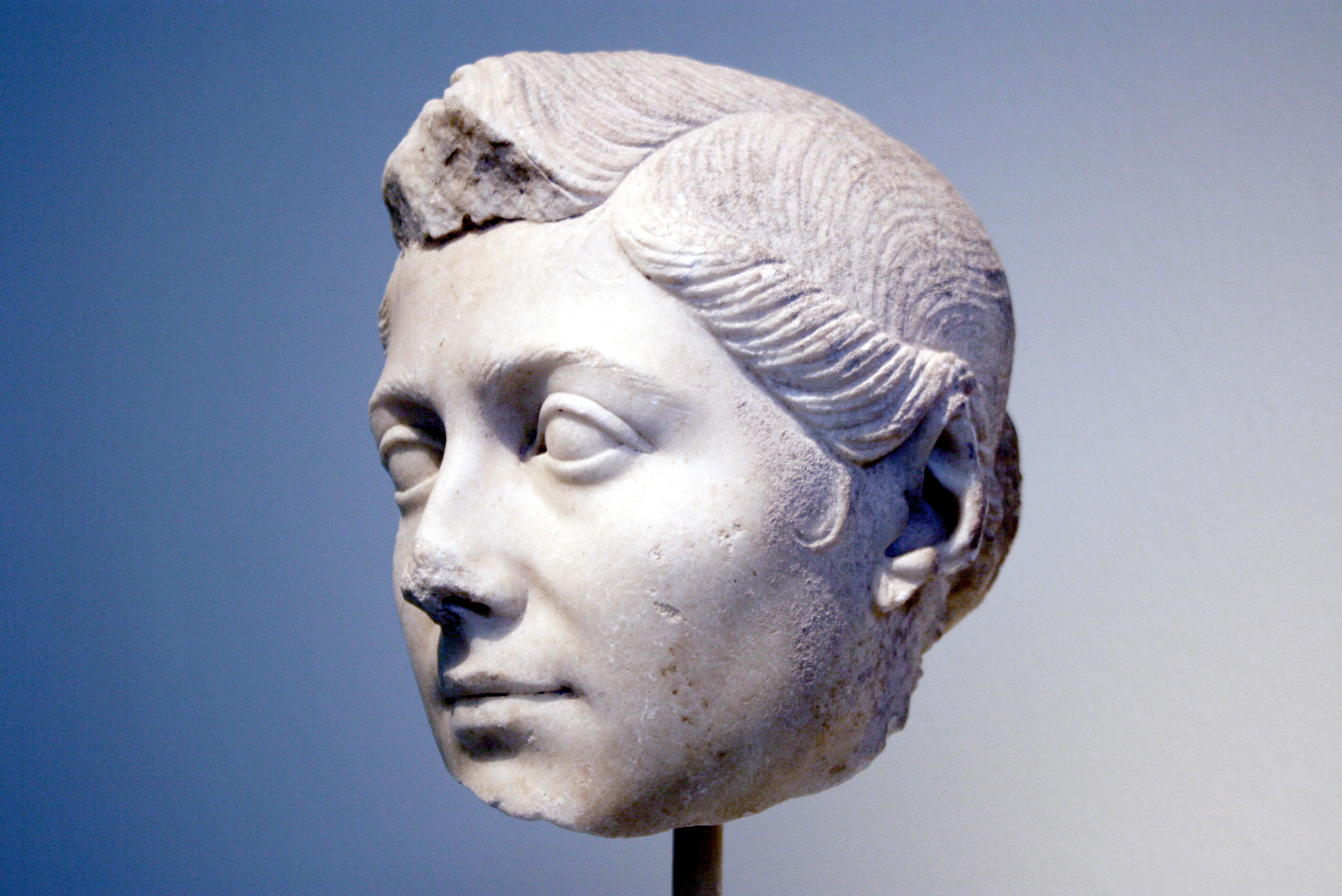
Porträtkopf aus Smyrna, vermutlich Octavia Minor, die Schwester von Octavian und Frau von Antonius

Während der Heimreise verhandelte Antonius mit Sextus Pompeius. Der Triumvir versprach, falls er sich mit Octavian verständigen könne, diesen auch zur Aussöhnung  mit Sextus überreden zu suchen. Falls Octavian aber unzugänglich sei, wollte Antonius ein Bündnis mit Sextus gegen den Caesarerben schließen. Außerdem erreichte Antonius, dass der ehemalige Anhänger der Caesarmörder, Gnaeus Domitius Ahenobarbus, mit seiner Flotte zu ihm überging. Da den Schiffen von Antonius und Ahenobarbus die Einfahrt in den Hafen Brundisiums verwehrt wurde, belagerte der Triumvir die Stadt und eroberte das nördlich davon gelegene Sipontum. Zwar gewann Marcus Vipsanius Agrippa Sipontum bald zurück und rückte Octavian mit einem Heer heran, doch da dessen Soldaten nicht gegen Antonius kämpfen wollten und dieser in Ermangelung starker Fußtruppen sowie aufgrund des Parthereinfalls ebenfalls an einer friedlichen Beilegung des Konflikts interessiert war, kam es durch Vermittlung des Lucius Cocceius Nerva zu einem Ausgleich. Um ein mögliches Hindernis zu entfernen, schickte Antonius den mit Octavian verfeindeten Ahenobarbus als Statthalter nach Bithynien. Danach schloss er mit Octavian den Vertrag von Brundisium (Herbst 40 v. Chr.). Dabei fand eine Teilung des römischen Reichs statt, bei der Lepidus als Randfigur Statthalter seiner nordafrikanischen Provinzen blieb und Octavian alle westlichen, Antonius alle östlichen Provinzen erhielt; die Grenze zwischen dem West- und Ostreich bildete die dalmatinische Stadt Scodra. Alle drei Triumvirn durften weiterhin Truppen in Italien ausheben; dies konnte aber Octavian jederzeit verhindern. Bei der Vorausbestimmung der nächsten Konsulate wurden Anhänger von Antonius und Octavian gleichermaßen berücksichtigt. Nachdem die beiden versöhnten Triumvirn im kleinen Triumph in Rom eingezogen waren, heiratete Antonius zur Bekräftigung des Paktes die knapp 30-jährige, kürzlich verwitwete Schwester Octavians, Octavia. Dem neuen Bündnis opferte Antonius seinen Vertrauten Manius, der angeblich Fulvia zur Führung des Perusinischen Krieges angestachelt hatte. Auch Quintus Salvidienus Rufus verlor aufgrund des Zorns seines früheren Freundes Octavian sein Leben. Der Grund dafür war Antonius’ Information, dass ihm bei seiner Landung bei Brundisium Salvidienus ein Bündnis gegen Octavian angeboten habe.
Die Beziehung zwischen den Triumvirn festigte sich durch ihre familiäre Verbindung, jedoch nur für kurze Zeit, da die Ehe nur wenige Jahre Bestand hatte. Beide Töchter aus dieser Ehe blieben dem Kaiserhaus eng verbunden, auch nachdem ihr Vater der damnatio memoriae verfallen war. Antonia die Ältere wurde die Großmutter von Kaiser Nero, Antonia die Jüngere als Ehefrau von Augustus’ Stiefsohn Drusus die Mutter, Großmutter bzw. Urgroßmutter von Claudius, Caligula und Nero.

### Verhandlungen mit Sextus Pompeius

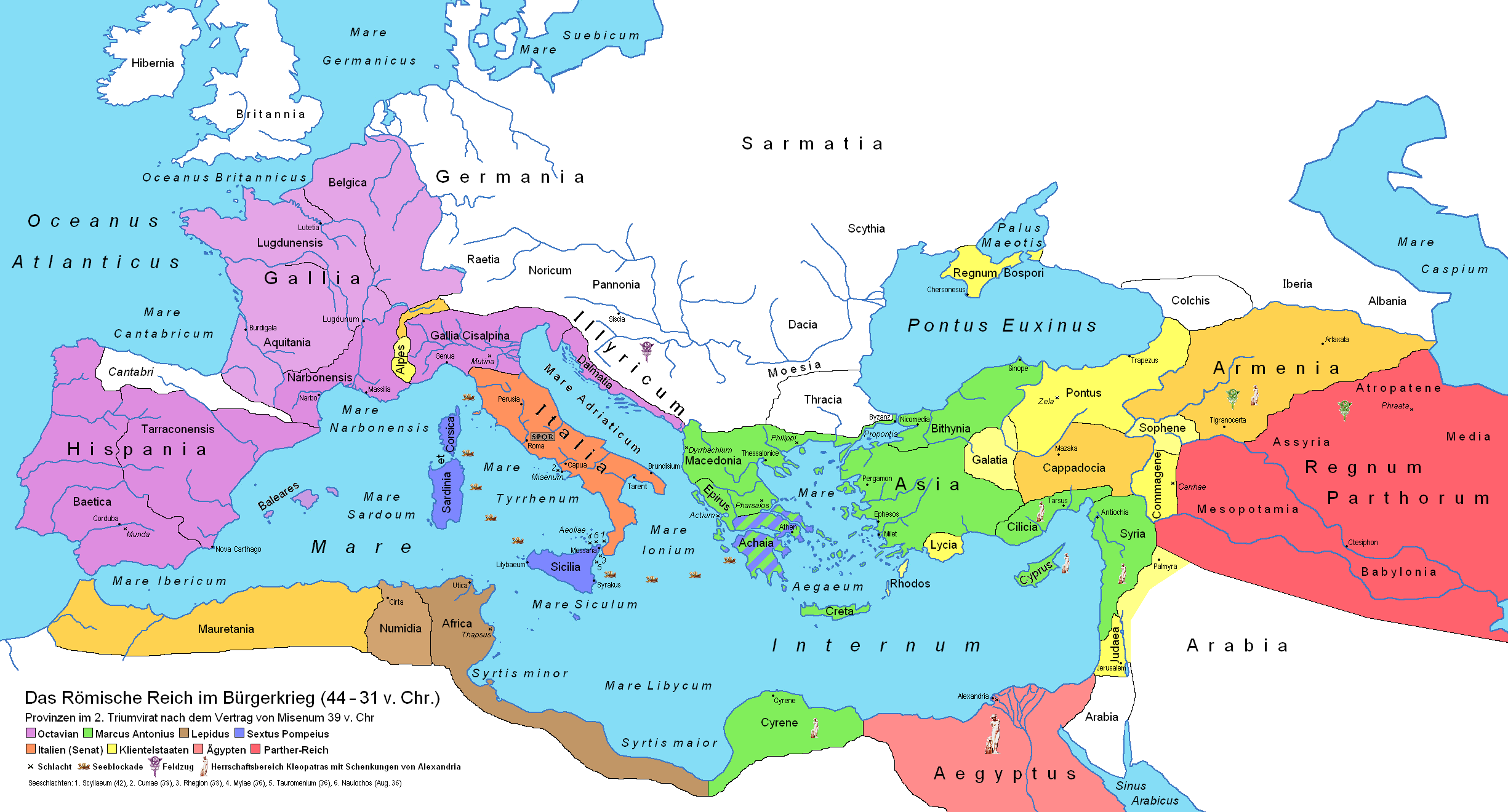
Karte des Römischen Reiches nach dem Vertrag von Misenum
Italien (Senat)
Octavians Machtbereich
Antonius’ Machtbereich
Provinzen des Lepidus
Seereich des Sextus Pompeius
Königreich Ägypten (Kleopatra)
Vasallenstaaten
Parther-Reich

Nach dem Vertrag von Brundisium sollte der das Tyrrhenische Meer beherrschende Sextus Pompeius Sizilien behalten, aber Sardinien und Korsika zurückgeben. Da Pompeius sonst im Vertrag nicht berücksichtigt wurde, behielt er alle Inseln und verschärfte die Seeblockade gegen Italien, wo deshalb eine Hungersnot ausbrach. Die Bevölkerung verlangte von den Triumvirn daher deren Aussöhnung mit dem Seeherrscher. Als Antonius und Octavian stattdessen neue Steuern für den Krieg gegen Pompeius einheben wollten, kam es zu Unruhen. Octavian wäre fast dem Volkszorn zum Opfer gefallen, hätte Antonius ihn nicht von Soldaten gewaltsam befreien lassen; die vielen dabei Getöteten wurden in den Tiber geworfen. Die Triumvirn suchten ihre Anhänger mit Ämtern und Würden zu belohnen, indem sie die Anzahl hoher Magistraturen stark vermehrten und diese außerdem von mehreren Personen pro Jahr bekleiden ließen. So amtierte 40 v. Chr. erstmals ein nicht in Italien geborener Mann, Lucius Cornelius Balbus, als (Suffekt)-Konsul. Der von den Parthern vertriebene Herodes kam Ende 40 v. Chr. in Rom an und wurde auf Betreiben von Antonius im Einverständnis mit Octavian durch Senatsbeschluss zum jüdischen König erhoben; außerdem wurde ihm später römische Militärhilfe zur Rückeroberung Judäas gewährt. Im Sommer 39 v. Chr. musste sich Octavian zu einem persönlichen Treffen mit Pompeius bequemen, an dem auch Antonius teilnahm. Dabei fanden die drei Machthaber eine Übereinkunft, den Vertrag von Misenum. Pompeius versprach insbesondere die Aufhebung der Seeblockade, wofür die Triumvirn seine Machtstellung und den Besitz der von ihm eroberten Inseln anerkannten; Antonius verpflichtete sich zudem, ihm die Peloponnes abzutreten. Ferner erhielt Pompeius seine bürgerlichen Rechte zurück, und den zu ihm Geflüchteten, meist Proskribierten, wurde Begnadigung und Rückkehr nach Italien gestattet. Durch die Verträge von Brundisium und Misenum schien der Bürgerkrieg beendet und somit die weitverbreitete Friedenssehnsucht erfüllt zu sein, die in der vierten Ekloge Vergils ihren bedeutendsten dichterischen Ausdruck fand. Der damals in recht gutem Einvernehmen mit Octavian lebende Antonius ließ sich nun formell zum Priester des vergöttlichten Caesar weihen, obwohl er für dieses Amt schon bei Caesars Lebzeiten bestimmt worden war.

### Antonius und Octavia in Athen; Vertrag von Tarent
Im Herbst 39 v. Chr. verließ Antonius Italien und reiste mit Octavia nach Athen, wo er mit ihr den Winter verbrachte und eine offenbar harmonische Ehe führte. Er trat als Privatmann in griechischer Kleidung auf, hörte philosophische Vorlesungen und beteiligte sich mit seiner Gattin aktiv am kulturellen Leben Athens. Auch hier wurde er als Neuer Dionysos verehrt. Sein fähiger Feldherr Publius Ventidius Bassus hatte bereits im Laufe des Jahres 39 v. Chr. die Parther aus Kleinasien und Syrien vertrieben. Ab dem Frühjahr 38 v. Chr. begann Antonius mit energischen Rüstungen gegen die Parther. Sextus Pompeius hatte unterdessen die Forderung des Antonius zurückgewiesen, diesem vor der Übernahme der Peloponnes deren Steuerschulden zu bezahlen, erhielt dieses Gebiet aber daher nicht. Spätestens, als Octavian Anfang 38 v. Chr. Pompeius auch noch Sardinien und Korsika abspenstig machte, erneuerte Pompeius die Blockade Italiens. Daher bat Octavian Antonius, sich mit ihm in Brundisium zu treffen, um das weitere Vorgehen gegen Pompeius zu besprechen. Als Antonius aber ankam, war Octavian nicht anwesend. Vielleicht hatte er sich nur verspätet; jedenfalls segelte Antonius nach wenigen Tagen Wartezeit wieder nach Athen zurück. Inzwischen hatte Ventidius einen weiteren Parthereinfall in Syrien zurückgeschlagen und belagerte gerade Antiochos von Kommagene in Samosata, als Antonius auftauchte und ihn ablöste, um nun selbst den Oberbefehl zu übernehmen (Juli 38 v. Chr.). Ventidius war seinem Vorgesetzten vielleicht zu erfolgreich gewesen, konnte sich aber mit dem ersten römischen Triumph über die Parther trösten. Der von Antonius mit Antiochos ausgehandelte Vertrag war für den Triumvirn deutlich ungünstiger als jener, den sein Legat bereits erreicht hatte. Auch später konnte Antonius überhaupt nicht an die Erfolge des Ventidius anschließen. Den Winter verbrachte er wieder in Athen. Anfang 37 v. Chr. segelte er zwecks Rekrutierung neuer Soldaten nach Brundisium, wo ihm wiederum die Einfahrt in den Hafen verwehrt wurde. Sein schwelender Konflikt mit Octavian konnte durch die Vermittlung Octavias noch einmal entschärft werden. Nahe Tarent trafen sich die beiden Triumvirn im Sommer 37 v. Chr. zum letzten Mal. In dem dort geschlossenen Vertrag von Tarent wurde das Triumvirat bis Ende 33 v. Chr. verlängert. Antonius stellte Octavian ferner sofort 120 Kriegsschiffe für den Kampf gegen Pompeius zur Verfügung. Dafür sicherte Octavian zu, Antonius 20.000 Soldaten für dessen geplanten Parther-Feldzug zu schicken, die freilich nie eintrafen. Antonius segelte wieder in den Osten und schickte nach der Ankunft in Korkyra die erneut schwangere Octavia nach Italien zurück; diese Trennung sollte endgültig sein.

## Antonius und Kleopatra

### Neuordnung des Ostreichs
Antonius reiste weiter nach Syrien, um dort den Krieg gegen das Partherreich vorzubereiten. Er suchte dabei den kurz vor Caesars Ermordung geplanten Feldzug zu verwirklichen und die katastrophale römische Niederlage in der Schlacht bei Carrhae (53 v. Chr.) wettzumachen. Ein Sieg gegen die gefürchteten Romfeinde hätte ihm großes Prestige in der Nachfolge Caesars eingebracht und seine Position gegenüber Octavian gestärkt. Der Triumvir lud Kleopatra nach Antiochia  ein und verbrachte dort mit ihr den Winter 37/36 v. Chr. Diese Beziehung nahm er nicht nur aus erotischen Gründen wieder auf, sondern auch, um sich für den geplanten Partherkrieg die Hilfe des reichen Ägypten zu sichern, zumal er die von Octavian zugesagten Truppenverstärkungen nicht erhielt.
Nach der erfolgreichen Partherabwehr durch Ventidius war eine politische Neuordnung des Ostens des Römischen Reiches nötig, wobei sich Antonius mindestens teilweise ein Vorbild an früheren diesbezüglichen Maßnahmen des Gnaeus Pompeius Magnus nahm. Kleinasiatische und syrische Klientelherrscher, die mit den Parthern kooperiert hatten, wurden durch vertrauenswürdige Männer ersetzt. Antonius setzte auf starke, ihm persönlich ergebene Vasallenfürsten, die künftigen Partherangriffen eher gewachsen waren, außerdem mit den Verhältnissen der jeweiligen Länder besser vertraut waren als römische Statthalter. In diesem Sinn ernannte der Triumvir drei fähige, der reichen Oberschicht des Ostens entstammende Männer zu Klientelkönigen, die aber keinen dynastischen Anspruch auf die ihnen verliehenen Gebiete hatten und damit Antonius verpflichtet und von ihm abhängig waren. Dabei handelte es sich um Polemon I., der ab nun über Pontos regierte, Archelaos, der erst jetzt zum König Kappadokiens eingesetzte Sohn Glaphyras, sowie Amyntas, der zum König Galatiens aufstieg. Nach Octavians Endsieg sollte der nunmehrige Kaiser alle drei von Antonius ausgewählten Klientelherrscher in ihren Positionen belassen. Ein weiterer noch stärkerer Vertrauensmann des Antonius war Herodes, der 37 v. Chr. sein Reich mit römischer Hilfe endlich gänzlich hatte zurückerobern können.
Im Rahmen von Antonius’ Verwaltungsreform wurde aber insbesondere die Stellung des Ptolemäerreichs aufgewertet, das beträchtlichen Gebietszuwachs erfuhr. Die moderne Forschung sieht darin nicht mehr wie die antiken Quellen – die octavianische Propaganda spiegeln – die Handlung eines willenlosen Liebhabers, sondern eine Maßnahme, die der auch gegenüber anderen loyalen Klientelkönigen verfolgten Politik entsprach. Antonius übergab Kleopatra laut der literarischen Überlieferung u. a. Teile Kilikiens und Kretas, Städte an der phönizischen Küste, Ituräa, Kyrenaika sowie Gebiete in Judäa und im Nabatäerreich. Anhand einer Inschrift lässt sich aber nachweisen, dass der Teil Kilikiens bereits 38 v. Chr. Kleopatra unterstand. Ferner sind nicht alle neu erworbenen Territorien völlig in das ägyptische Reich eingegliedert worden. So übten die Ptolemäer in der Kyrenaika nur die zivile, die Römer aber weiterhin die militärische Verwaltung aus; und die abgetretenen Landstriche Judäas und des Nabatäerreichs wurden von deren früheren Besitzern Herodes und Malchos zurückgepachtet. Offenbar fiel der ägyptischen Königin künftig die Aufgabe des Schiffbaus für Antonius’ Flotte zu.

### Partherfeldzug
Innere Wirren im Partherreich schienen Antonius’ geplanten Angriff zu erleichtern. Erst 38 v. Chr. hatte Phraates IV. den parthischen Thron bestiegen und zur Sicherung seiner Herrschaft laut Iustinus seinen Vater, etwa 30 Brüder und seinen Sohn ermorden lassen. Daraufhin flohen wohl ebenfalls bedrohte parthische Adlige zu Antonius, so auch Monaises, der im Winter 37/36 v. Chr. beim Triumvirn eintraf. Vielleicht war er aber in Wirklichkeit ein parthischer Agent, der Antonius ausspionieren sollte. Falls diese Annahme zutrifft, hatte er jedenfalls kein Glück, denn Antonius nahm ihn zwar freundlich auf, weihte ihn aber nicht in seine Angriffspläne ein. Als bald ein Versöhnungsangebot Phraates’ IV. eintraf, bat Monaises um Erlaubnis zur Rückkehr, die Antonius erteilte. In seinem Auftrag sollte Monaises dem Partherkönig einen Vorschlag zur Erhaltung des Friedens unterbreiten. Demnach wäre Antonius zufrieden gewesen, wenn die von den Parthern in der Schlacht bei Carrhae erbeuteten römischen Feldzeichen und noch gefangengehaltenen Römer ausgeliefert worden wären, worauf Phraates IV. nicht einging. 20 v. Chr. sollte Augustus auf diplomatischem Weg die Durchsetzung dieser Forderung gelingen.
Im Vorfeld des Partherkriegs hatte Antonius’ Feldherr Publius Canidius Crassus den armenischen König Artavasdes besiegt und ihn zum Bündnis mit den Römern gezwungen. Danach hatte Canidius benachbarte Stämme des Kaukasus bekämpft. Von Kleopatra bis an den Euphrat, wohl bis Zeugma, begleitet, begann Antonius seinen Feldzug recht spät im Jahr, etwa im Mai 36 v. Chr. Vielleicht in Ausführung eines Plans Caesars marschierte er von Zeugma aus nicht auf dem kürzesten Weg nach Parthien und zog daher nicht nach Osten in die Gegend von Carrhae in Mesopotamien, wo die feindlichen Hauptstreitkräfte ihn erwarteten, sondern nördlich nach Armenien. Dort vereinigte er sich mit den Truppen des Canidius. Er befehligte nun etwa 60.000 römische Infanteristen, 10.000 spanische und keltische Reiter und 30.000 Mann orientalischer Hilfstruppen. Der große Umweg führte ihn über Karana weiter nach Osten. Dann wandte er sich südwärts, um über Media Atropatene in das Partherreich vorzustoßen. Der ebenfalls Artavasdes genannte medische König war derweilen mit seinen Truppen bei seinem Verbündeten Phraates IV. in Mesopotamien, weil dort Antonius’ Angriff erwartet wurde. So konnte der Triumvir eilends, ohne auf Widerstand zu stoßen, mit den Hauptstreitkräften vor die (nicht genau lokalisierte, wohl südöstlich des Urmiasees gelegene) medische Hauptstadt Phraaspa ziehen und deren Belagerung beginnen. Dabei hatte er seinen Tross zurückgelassen, der das schwere Belagerungsgerät mit sich führte und nur langsam vorankam. Geschützt wurde der Tross nur von zwei Legionen unter Oppius Statianus, pontischen Einheiten unter Polemon und armenischen Reitern unter deren König Artavasdes. Inzwischen war Monaises mit medisch-parthischen Soldaten eingetroffen und rieb die Bewachungstruppen des Trosses auf, bevor dieser Antonius erreicht hatte. Oppius fiel, Polemon wurde gefangen und der Armenierkönig floh. Ohne Belagerungsmaschinen war aber die Eroberung Phraaspas nicht möglich. Das Wetter wurde zunehmend kälter und die Versorgung von Antonius’ Armee durch parthische Attacken stark behindert. Im Spätherbst musste der Triumvir die Umkehr anordnen.
Nach der völlig gescheiterten Offensive lag Antonius’ größte Leistung bei diesem Feldzug im einigermaßen geordneten Rückzug unter widrigsten Umständen. Das unwirtliche Klima und die steten Angriffe parthischer Reiter dezimierten die römischen Streitkräfte stark. Aufgrund ihres Hungers aßen die Soldaten unbekannte Wurzeln, von denen eine Sorte Wahnsinn hervorrief und schließlich zum Tod führte. Zeitweise brach auch die Disziplin zusammen. Nach 27 Tagen erreichten die römischen Truppen unter dem Verlust von 24.000 Mann die armenische Grenze, wonach die Parther ihre Attacken einstellten. Auf dem Gewaltmarsch durch das winterliche Armenien starben weitere 8.000 Soldaten. Antonius eilte seiner Armee an die phönizische Küste voraus, wo er nahe Sidon auf Kleopatra wartete. Sie traf dort etwa im Januar 35 v. Chr. ein und brachte Geld und Kleidung für die erschöpften Truppen mit.

### Abweisung der Octavia
Inzwischen war es zu Spannungen zwischen dem parthischen und dem medischen König gekommen. Letzterer bot daher Antonius ein von diesem gern akzeptiertes Bündnisangebot gegen Phraates IV. an. Etwa im Frühjahr 35 v. Chr. reiste Octavia im Einverständnis mit ihrem Bruder nach Athen, um ihrem Gatten 2.000 Soldaten sowie Geld und Kleidung für die Truppen zuzuführen. Antonius befand sich gerade in Syrien, angeblich im Begriff, sich mit dem Mederkönig zu treffen und dann gemeinsam einen neuen Partherkrieg zu führen (so Plutarch) oder um gegen Artavasdes von Armenien zu ziehen, dessen Flucht er die Schuld an seiner Niederlage gegen die Parther zuschrieb (so Cassius Dio). Laut Plutarch sei Kleopatra bei Antonius gewesen, habe ihre Konkurrentin gefürchtet und allein ihr Auftreten als scheinbar leidende und verliebte Frau habe Antonius bewogen, Octavia nicht zu sich reisen zu lassen. Viele moderne Historiker weisen hingegen u. a. darauf hin, dass Antonius die militärische Unterstützung, die nur ein Zehntel der von Octavian zugesagten, aber nie geschickten Truppen ausmachte, als lächerlich gering empfinden musste, ferner, dass Octavian ihm die westlichen Rekrutierungspotentiale verschloss, so dass Antonius fortan wohl lieber auf Kleopatra und die Ressourcen Ägyptens setzte. Octavian aber hatte das einen öffentlichen Bruch zwischen den Triumvirn herbeiführende Verhalten seines Schwagers offenbar  vorausgesehen und gewollt. Er nutzte die scheinbar ungerechte Behandlung der in Rom beliebten Octavia zur Stimmungsmache gegen Antonius, der völlig von Kleopatra abhängig sei. Wahrscheinlich trug weniger die Zeitverzögerung aufgrund des Erscheinens Octavias als die militärischen Operationen des in den Osten geflüchteten Sextus Pompeius in Kleinasien (s. u.) dazu bei, dass Antonius seinen Kriegsplan für dieses Jahr aufgab und nach Alexandria zurückkehrte.

### Hinrichtung des Sextus Pompeius

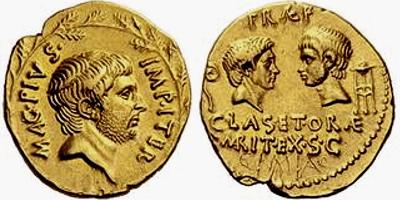
Münzporträt des Sextus Pompeius

Am 3. September 36 v. Chr. hatte Marcus Vipsanius Agrippa die Flottenstreitkräfte des Pompeius in der Seeschlacht von Naulochoi endgültig ausschalten können. Die Kriegsbeute und die Provinzen Sizilien und Africa behielt er für sich und schickte lediglich die Reste der zur Verfügung gestellten Flotte, 70 Schiffe, an Antonius zurück. Nach seinem Sieg und der anschließenden  Entmachtung des dritten Triumvirn Lepidus war Octavian nun unbestrittener Herr des Westens. Er ließ Sextus Pompeius ungehindert in den Osten fliehen, möglicherweise mit dem Kalkül, die Position des noch im Partherkrieg verwickelten Antonius durch einen weiteren Kontrahenten zu schwächen. Auf Lesbos versuchte Pompeius Ende 36 v. Chr., eine neue Armee und Flotte aufzustellen. Als Antonius nach seiner Rückkehr nach Alexandria von Pompeius’ Ankunft erfuhr und dessen Gesandte ihm Bündnisverhandlungen anboten, beauftragte er Marcus Titius, mit Streitkräften dem Flüchtigen entgegenzuziehen. Titius sollte Pompeius nötigenfalls bekämpfen oder, wenn dieser sich unterwerfen würde, nach Alexandria geleiten. Bald erfuhr Antonius, dass der Neuankömmling auch mit den Parthern verhandelte. Anfang 35 v. Chr. eroberte Pompeius mehrere Städte Kleinasiens. Als Titius mit einer überlegenen Flotte eintraf, floh Pompeius ins Innere Bithyniens, wurde jedoch bald ergriffen und auf Befehl des Titius und wohl mit Wissen und Einverständnis des Antonius etwa im Sommer 35 v. Chr. hingerichtet.
Auf Drängen Kleopatras lud Antonius wohl im Sommer 35 v. Chr. Herodes wegen Ermordung des Hohepriester Aristobulos nach Laodikeia vor. Kleopatra, die gespannte Beziehungen zu Herodes hatte, wollte diesen durch die Anklage zu Fall bringen. Doch Antonius sprach den jüdischen König frei und unterhielt weiterhin ein gutes Verhältnis zu ihm, da er den wichtigen Klientelherrscher nicht verlieren wollte.

### Armenienkrieg
34 v. Chr. bekämpfte Antonius seinen ehemaligen Verbündeten Artavasdes von Armenien, nachdem dieser auf das Angebot einer familiären Verbindung mit dem Triumvirn nicht reagiert hatte. Antonius rückte in Armenien ein und zog  nach der Gefangennahme des Königs mit diesem quasi als Geisel zu mehreren Festungen, deren Schätze ausgeliefert werden mussten. Dann ließ er Armenien von römischen Truppen besetzen und bekräftigte sein Bündnis mit dem medischen König. So hatte er eine gesicherte Basis für künftige Partherkriege. Im Herbst 34 v. Chr. feierte er einen Triumph in Alexandria, bei dem die armenische Königsfamilie in Ketten vor Antonius’ Wagen zur auf einem goldenen Thron sitzenden Kleopatra marschieren musste. Die pro-augusteische Geschichtsschreibung prangert dies als Bruch der Tradition an, da ein Triumph traditionell in Rom abgehalten werden musste. Moderne Historiker betonen hingegen, dass Antonius eher eine dionysische Prozession nach ptolemäischem Vorbild veranstaltet und Octavian dies den Römern bewusst verzerrt dargestellt habe. Immerhin trat Antonius beim Siegeszug nicht mit römischen Insignien, sondern mit Attributen des Dionysos auf.

### Orientherrscher

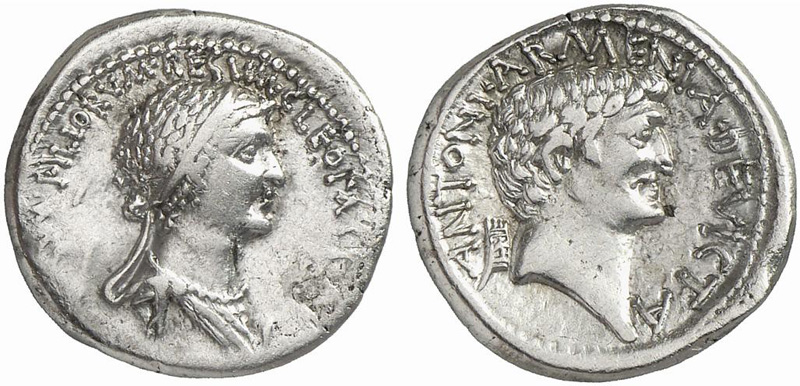
Kleopatra VII. und Marcus Antonius, Denar, 32 v. Ch.

Bald nach Antonius’ Triumph fand im riesigen Gymnasion Alexandrias eine Zeremonie statt, bei der Antonius Kleopatra (durch Münzfunde bestätigt) zur Königin der Könige proklamierte. Laut den antiken Quellen soll der Triumvir bei diesen sog. „Schenkungen von Alexandria“ ferner seine gemeinsamen kleinen Kinder von Kleopatra zu Königen über enorme Gebiete ernannt haben, zu denen angeblich auch römische Provinzen und das noch nicht eroberte Parthien gehörten. Die Glaubwürdigkeit dieser Angaben ist umstritten. Während der Großteil der Forschung ihnen folgt, glaubt u. a. der Historiker Christoph Schäfer, dass die antiken Autoren hauptsächlich octavianische Propaganda wiedergeben. Der spätere Kaiser habe seinem Gegner absichtlich fälschlicherweise „Verschleuderung“ römischer Provinzen vorgeworfen, um im bald folgenden Propagandakrieg seine Landsleute mit an ihren Patriotismus appellierenden Argumenten für sich zu gewinnen. Bei Primärquellen, etwa epigraphischen und Münzzeugnissen, finden sich keinerlei Hinweise auf eine neue Verwaltungsreform oder auf eine Regierungsbeteiligung von Kleopatras Kindern in den ihnen angeblich unterstellten Territorien; und aufgrund ihrer Minderjährigkeit blieb das Ptolemäerreich auf jeden Fall 34 v. Chr. in seinen bisherigen Grenzen bestehen. Auch Antonius blieb staatsrechtlich Triumvir und damit Oberherr des Ostens des Römischen Reichs.
Ebenso umstritten ist die Frage, ob und wenn ja, wann Antonius Kleopatra heiratete. Als möglicher Zeitpunkt einer solchen Eheschließung werden in der Forschung die Jahre von 36 bis 32 v. Chr. diskutiert. Da sich Antonius erst 32 v. Chr. von Octavia scheiden ließ, wäre er bei einer früheren Heirat mit Kleopatra eine zwar in hellenistischer Tradition stehende, jedoch nicht vom römischen Recht anerkannte Zweitehe eingegangen. Gegen eine solche Heirat spricht u. a., dass Octavian eine eheliche Verbindung zwischen Antonius und Kleopatra trotz seiner umfassenden Propaganda gegen seinen Triumviratskollegen offenbar nie thematisierte. Jedenfalls lebte Antonius aber seit Ende 37 v. Chr. außer bei Kriegszügen ständig mit Kleopatra zusammen. Über sein angeblich extrem luxuriöses, schwelgerisches und ausschweifendes Leben am Ptolemäerhof liefen in Rom zahlreiche Anekdoten und Gerüchte um.

## Niedergang

### Propagandaschlacht und Kriegsvorbereitungen
33 v. Chr. begann die finale Auseinandersetzung der Triumvirn zunächst mit einem Propagandakrieg. Octavian prangerte Antonius’ Zuwendung zum hellenistischen Osten und die angeblichen Landschenkungen an Kleopatras Kinder an, ferner, dass Antonius Kaisarion als Caesars Sohn anerkannt hatte. Antonius Gegenargumente waren in Rom wesentlich weniger wirksam. Da der Krieg absehbar war, ließ Antonius seine Truppen zusammenziehen und bezog mit Kleopatra Anfang 32 v. Chr. sein Hauptquartier in Ephesos. Das mit Ablauf des Jahres 33 v. Chr. endende Triumvirat wurde unter diesen Umständen nicht verlängert. Im Februar 32 v. Chr. verließ etwa ein Drittel der Senatoren mit den beiden amtierenden Konsuln und Antonius-Anhängern Gnaeus Domitius Ahenobarbus und Gaius Sosius nach einer Machtdemonstration Octavians Rom und flüchtete zu Antonius nach Ephesos. Nachdem Antonius im Mai/Juni 32 v. Chr. das Hauptquartier nach Athen verlegt hatte, ließ er sich offiziell von Octavia scheiden, wofür Kleopatra maßgeblich verantwortlich gewesen sein dürfte. In Rom kostete dieser Schritt Antonius viele Sympathien. Nun wechselten Munatius Plancus und Marcus Titius zu Octavian und verrieten diesem den Aufbewahrungsort von Antonius’ Testament bei den Vestalinnen. Widerrechtlich bemächtigte sich Octavian des Schriftstücks und provozierte vor allem durch die Verlesung von Antonius’ letztwilliger Bestimmung, unter allen Umständen neben Kleopatra in Alexandria bestattet werden zu wollen, eine Empörung in Rom. Er konnte glaubhaft machen, dass Antonius Kleopatra völlig verfallen sei und die ägyptische Königin eine Herrschaft über Italien selbst anstrebe. So rückte Octavian die unbeliebte Kleopatra ins Zentrum und funktionierte den Bürgerkrieg zwischen den ehemaligen Triumvirn in einen angeblichen Krieg gegen einen auswärtigen Feind um. Offiziell wurde Kleopatra und nicht Antonius der Krieg erklärt. Antonius baute inzwischen eine weitläufige Verteidigungsstellung längs der griechischen Westküste auf, wo es dann zur entscheidenden Auseinandersetzung kam.

### Krieg gegen Octavian in Griechenland
Zu Beginn des Jahres 31 v. Chr. segelte Octavians Admiral Agrippa über das Ionische Meer, eroberte die Flottenbasis Methone, vertrieb Antonius’ Besatzung von der Insel Korfu und ermöglichte dem Caesarerben, mit dem Hauptheer von 80.000 Soldaten und 12.000 Reitern ungehindert an der griechischen Küste zu landen und sich in Epirus festzusetzen, wo er den Hauptteil der gegnerischen Schiffe im Golf von Ambrakia einschloss. Antonius, offenbar vom raschen Vorgehen seines Gegners überrascht, bezog sein Lager auf einer Halbinsel südlich des Golfes von Ambrakia, Octavian hingegen nördlich davon. Agrippa errang weitere Seesiege, eroberte die Insel Leukas sowie die Städte Patrai und Korinth und sicherte Octavian damit eine sichere Flottenbasis. Außerdem schnitt er Antonius dadurch weitgehend vom Nachschub ab und brachte so die Vorentscheidung für den Sieg Octavians. Die Personen in Antonius’ Lager hatten bald mit Nahrungsmangel zu kämpfen und im Verlauf der monatelangen Blockade verschlechterte sich die Situation durch Hunger, Seuchen und Desertionen. Dazu kamen Konflikte zwischen jenen Römern, die Kleopatra aus dem Hauptquartier des Antonius entfernen wollten, und den Befürwortern einer weiteren Teilnahme der ägyptischen Königin am Krieg.
Nachdem alle Versuche, die Blockade zu durchbrechen, fehlschlugen und die Stellung unhaltbar geworden war, entschloss sich Antonius Ende August 31 v. Chr. zur Abhaltung eines Kriegsrates über die weitere Vorgehensweise. Er nahm Kleopatras Vorschlag an und beschloss daher, mit einem Teil seiner Schiffe eine Seeschlacht zur Sprengung der Blockade zu riskieren und im Erfolgsfall nach Ägypten zurückzusegeln, während sein Feldherr Canidius Crassus versuchen sollte, mit seinen Truppen über Land abzuziehen. Da Antonius nicht mehr die gesamte Flotte bemannen konnte, ließ er sie bis auf 170 Schiffe verbrennen und 20.000 Soldaten sowie 2000 Bogenschützen an Bord gehen. Kleopatra durfte 60 ihrer Schiffe behalten, mit denen sie sich hinter der Schlachtlinie aufzustellen hatte; sie nahm auch die Kriegskasse mit. Antonius’ Vertrauter Quintus Dellius, der am Kriegsrat teilgenommen hatte, verriet aber Antonius’ Kriegsplan an Octavian.

### Actium
Antonius’ Durchbruchversuch zur See ging als Schlacht von Actium in die Annalen ein. Sie fand am 2. September 31 v. Chr. statt. Zahlenmäßig waren Octavians Streitkräfte jenen des Gegners um mehr als das Doppelte überlegen. Antonius’ Schiffe waren viel größer und höher, dafür aber schwerfälliger als Octavians Liburnen. Für Antonius war ein Kampf im seichten Wasser vorteilhafter. Daher sollte seine Flotte nicht gleich hinausfahren, sondern den Sturm des Gegners abwarten, bis er durch Geschützfeuer so weit mitgenommen war, dass mit dem Aufkommen des täglich zu Mittag von Nordwesten her blasenden Windes die Sprengung der Blockade versucht werden konnte, um dann mit diesem günstigen Wind nach Süden zu segeln. Doch Agrippa – der eigentliche Führer auf Seiten Octavians – griff nicht an, bis ein Teil der gegnerischen Schiffe ungeduldig vorrückte, worauf sich Agrippa aufs offene Meer zurückzog. Dadurch wurde Antonius gezwungen, mit der ganzen Flotte nachzurücken, um nicht die Schlachtordnung zu zerreißen. Sobald Agrippa den Feind weit genug hinausgelockt hatte, wendete er und ließ seine Flotte zu einem Umfassungsangriff ausschwärmen, der aufgrund seiner wesentlich größeren Zahl an Schiffen leicht möglich schien. Im tiefen Wasser lag der Vorteil auf seiner Seite. Die 60 Schnellsegler Kleopatras hielten sich unterdessen hinter der Kampflinie und stießen schließlich mit vollen Segeln durch eine während des Kampfs entstandene Lücke. Kleopatra nahm Kurs auf Ägypten. Auch Antonius konnte zwischen den kämpfenden Schiffen hindurchgelangen und wurde – angeblich niedergeschlagen – von Kleopatra an Bord genommen. Die zurückgebliebenen Schiffe des Antonius kapitulierten und bald danach auch seine immerhin noch 19 Legionen in Makedonien. Obgleich Cassius Dio die einzige detaillierte Darstellung der Schlacht bietet, ist diese doch deutlich gefärbt von der Sichtweise augusteischer Geschichtsschreibung.

### Tod
Nach der Niederlage segelte Kleopatra nach Alexandria, während sich Antonius von ihr trennte und zur Kyrenaika weiterfuhr, um die dort stationierten vier Legionen zu übernehmen. Doch sein dortiger Oberbefehlshaber Lucius Pinarius Scarpus ging zu Octavian über, so dass Antonius ohne Verstärkungen nach Ägypten reisen musste. Während der ehemalige Triumvir offenbar in Lethargie verfiel, war Kleopatra noch sehr aktiv, trieb Gelder ein und bereitete angeblich eine Flucht über das Rote Meer nach Indien vor; die Nabatäer verbrannten aber ihre Schiffe. Eine Weile zog sich der depressive Antonius in ein einsames Haus zurück, das er nach dem bekannten Menschenfeind Timon von Athen in Timoneion umbenannte. Da nun auch seine Klientelherrscher in Kleinasien und Syrien sowie sogar Herodes abfielen, war der römische Bürgerkrieg weitgehend entschieden. Gleichwohl zog Antonius wieder zu Kleopatra in den Palast und gab sich noch einmal einem schwelgerischen Leben hin.
Anfang 30 v. Chr. segelte Octavian von Brundisium aus über Korinth und Rhodos nach Kleinasien und durchzog dann Syrien, um gegen Pelusion vorzurücken. Unterwegs erreichten Octavian mehrere Boten aus Ägypten. Kleopatra bat, dass wenigstens ihre Kinder weiterhin Ägypten regieren dürften, und Antonius stellte angeblich das Gesuch, als Privatmann in Ägypten oder Athen weiterleben zu dürfen. Freilich hatte diese diplomatische Aktivität keinen Erfolg. Während Octavians Truppen Pelusion leicht einnahmen und von Osten her in Ägypten einfielen, drang Gaius Cornelius Gallus gleichzeitig von Westen her in das Nilland ein. In einem Reitergefecht beim Hippodrom nahe Alexandria konnte Antonius noch einmal einen Sieg erringen. Doch als er sich am 1. August 30 v. Chr. zur letzten Schlacht stellte, ergaben sich seine Reiterei und die Flotte kampflos. Bei der Rückkehr nach Alexandria erhielt er die falsche Nachricht von Kleopatras Selbstmord und  stürzte sich in sein Schwert. Tödlich verletzt erfuhr er, dass Kleopatra noch lebe. Röchelnd ließ er sich zum Mausoleum bringen, wo sich die ägyptische Königin verschanzt hatte, wurde mit Seilen durch ein Fenster in ihre Kammer hinaufgezogen und verschied in den Armen seiner Geliebten. So lautet jedenfalls die insbesondere von Plutarch sentimental-melodramatisch ausgemalte Version der antiken Quellen von Antonius’ Tod.
Kleopatra folgte Antonius wenige Tage später in den Tod. Beide wurden von Octavian zusammen in dem von Kleopatra errichteten Mausoleum in Alexandria bestattet. Die Mumien der beiden wurden aber nie gefunden. Octavian verhängte eine Auslöschung der Erinnerung (damnatio memoriae) über seinen besiegten Gegner, dessen Name aus allen Inschriften und Urkunden getilgt und dessen Statuen zerstört wurden. Antonius’ Urenkel, Kaiser Caligula, ließ aber das Andenken an seinen Urgroßvater wieder aufwerten.

## Porträt
Von Marcus Antonius sind als Porträts nur einige Münzbilder bekannt. Die Identifizierung einiger rundplastischer Porträts mit Marcus Antonius ist in der Porträtforschung diskutiert worden, jedoch ist keine davon gesichert und von der Wissenschaft anerkannt.

## Ehen und Nachkommen

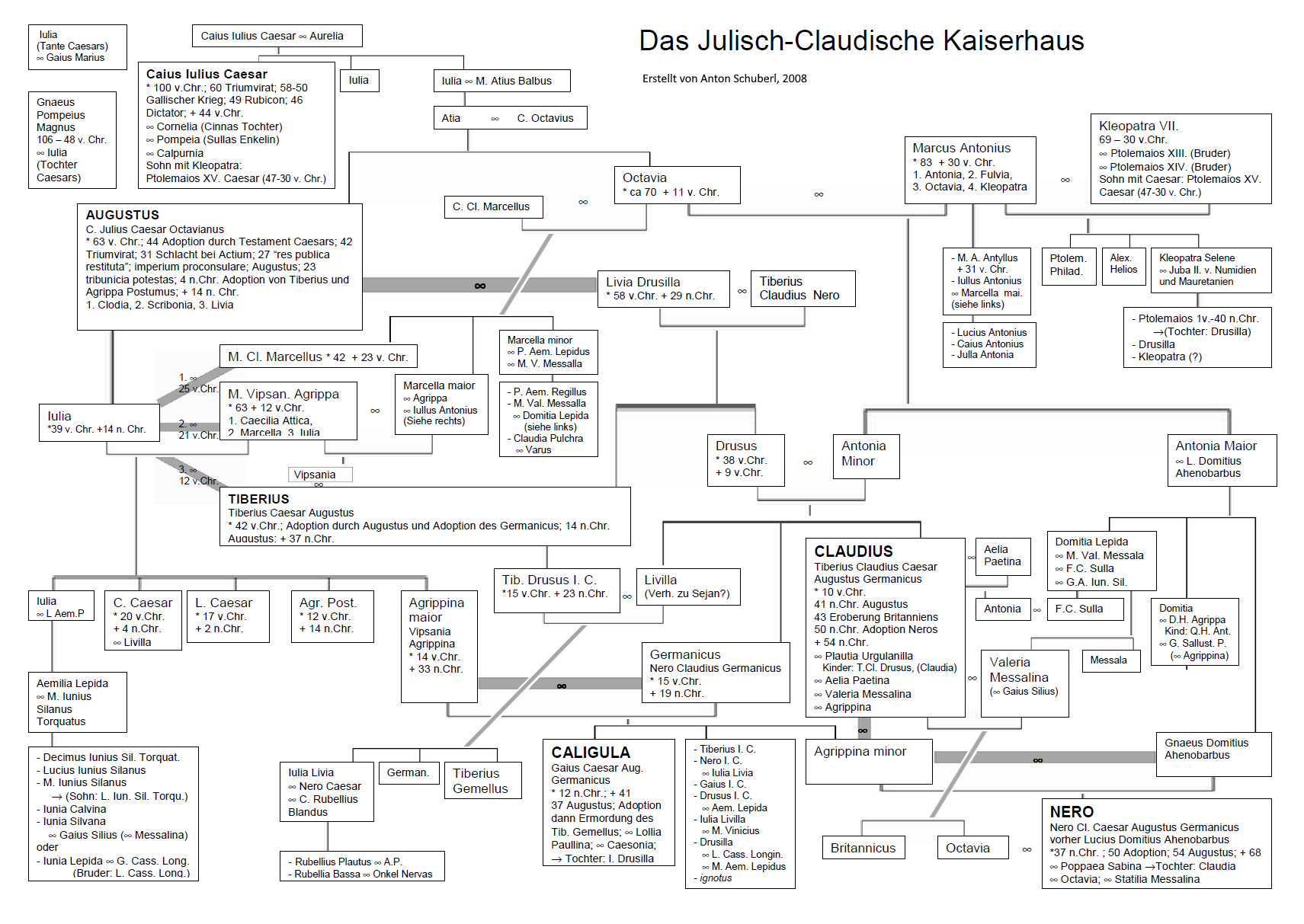
Das Julisch-Claudische Kaiserhaus

- Fadia, die Tochter eines Quintus Fadius Gallus (?)[62]
- Antonia, die Tochter seines Onkels Gaius Antonius Hybrida. Von ihr ließ er sich wegen ihrer Affäre mit Publius Cornelius Dolabella scheiden.
  - Antonia (* zwischen 54 und 49 v. Chr.) wurde 44 v. Chr. mit einem Sohn des Triumvirs Lepidus verlobt. Später heiratete sie Pythodoros von Tralleis und wurde über ihre Tochter Pythodoris Großmutter von Antonia Tryphaina.[63]
- Fulvia (von 48 v. Chr. bis zu ihrem Tod 40 v. Chr.)
  - Marcus Antonius Antyllus, von Octavian 30 v. Chr. hingerichtet
  - Iullus Antonius
- Octavia (von 40 v. Chr. bis zur Scheidung 32 v. Chr.)
  - Antonia die Ältere (* 39 v. Chr.)
  - Antonia die Jüngere (36 v. Chr. – 37 n. Chr.)
- Kleopatra
  - Alexander Helios (* 40 v. Chr.)
  - Kleopatra Selene (40 v. Chr. – 6 n. Chr.)
  - Ptolemaios Philadelphos (* 36 v. Chr.)

## Rezeption

### Literarische Bearbeitungen in Mittelalter und Neuzeit
In der spätmittelalterlichen Literatur wird das insbesondere durch Plutarchs Antonius-Biographie zu einem populären künstlerischen Thema gewordene Liebesverhältnis des römischen Triumvirs zu Kleopatra in Giovanni Boccaccios Werk De claris mulieribus (1356–64) und in Geoffrey Chaucers The Legend of Good Women (zwischen 1372 und 1387) thematisiert. Auch in vielen literarischen Werken des 16. Jahrhunderts steht die Beziehung zwischen der ägyptischen Herrscherin und dem Triumvir im Mittelpunkt. Das Drama Cléopâtre captive (1553) von Étienne Jodelle behandelt nur die letzten Tage der Königin nach dem Ableben des Antonius, dessen Schatten sie auffordert, ihm in den Tod zu folgen. Als erster deutscher Schriftsteller bearbeitete Hans Sachs den Stoff im moralisierenden Stück Die Königin Cleopatra mit Antonio dem Römer (1560). In der nach der Schlacht von Actium einsetzenden Tragödie Marc Antoine (1578) des französischen Autors Robert Garnier erscheint Kleopatra als zeitweise sinnenberauschte Geliebte des einst glanzvollen Kriegers Antonius. Dieser verdächtigt sie der Untreue, während die Königin fürchtet, seiner Liebe verlustig zu gehen. Der am Hof Ludwigs XIV. wirkende Dichter Isaac de Benserade folgte in seinem Stück Cléopâtre (1636) weitgehend dem Schema von Garniers Werk.
Die berühmteste literarische Bearbeitung der Liaison von Antonius und Kleopatra ist William Shakespeares in Anlehnung an Plutarchs Antonius-Vita verfasstes Drama Antony and Cleopatra (1606/07). Die Liebenden ziehen sich gegenseitig dämonisch an. Während der Triumvir um die Weltherrschaft kämpft, gilt Kleopatras Einsatz vornehmlich ihrem Königreich. Mit dem Sinken des Glückssterns des Paars treten eigennützige Motive in seiner Beziehung in den Hintergrund, und erst im Tod finden die Liebenden wirklich zueinander. Der englische Dichter John Dryden reduzierte den Stoff in seiner Tragödie All for love (1678) auf eine reine Liebestragödie, ohne die damit verbundenen politischen Implikationen zu thematisieren. Weitere bedeutende Werke, die den Stoff aufgreifen, schufen u. a. Daniel Caspar von Lohenstein (Cleopatra, 1661), Jean-François Marmontel (Antoine et Cléopâtre, 1750), Vittorio Alfieri (Antonio e Cleopatra, 1775) und Cornelius Hermann von Ayrenhoff (Kleopatra und Antonius, 1783).

### Film und Fernsehen
Das von der Forschung rekonstruierte Bild des Antonius war für die einzelnen Verfilmungen weniger relevant als die Römerdramen William Shakespeares, der wiederum vor allem das Material der Römerbiographien Plutarchs verwendete. Plutarch ging es weniger um eine historisch akkurate Geschichtsschreibung als um eine möglichst facettenreiche Charakterzeichnung. In negativer Hinsicht hatten sowohl die Schriften Ciceros als auch diejenigen des Octavian/Augustus und die unter dessen Propaganda stehenden zeitgenössischen Geschichtswerke Einfluss auf den von Plutarch konstruierten Charakter des Antonius. Neben Plutarch spielt für die filmische Darstellung des Antonius insbesondere auch die sogenannte „intramediale Tradition“ eine wichtige Rolle, womit die Einflussnahme von früheren Filmen auf spätere Produktionen gemeint ist. Während Antonius in den Caesar-Filmen, deren Handlung häufig nur wenig über die Ermordung des Dictators an den Iden des März hinausreicht, kaum Kontur gewinnen kann, spielt er in den Kleopatra-Filmen folgerichtig eine gewichtigere Rolle.
Besonders stark wirkte sich in der intramedialen Tradition der Antonius der Cleopatra-Verfilmung von 1963 (Regie: Joseph Mankiewicz) aus. Der Römer wird als versierter Feldherr gezeigt, der folgerichtige bei Heer und Volk Beliebtheit genießt. Der Alkohol und die Liebe zu Kleopatra üben auf ihn aber einen zu großen Einfluss aus, was dazu führt, dass er politische Notwendigkeiten vernachlässigt; belastend wirkt sich ferner der Minderwertigkeitskomplex gegenüber seinem früheren Förderer Caesar aus. Die Verfilmung von 1963 erfuhr in der Forschung trotz aller Fehler in Details fast uneingeschränktes Lob.
Die Darstellung in der Serie Rom (2005–2007) unterscheidet sich hiervon nicht gravierend. Die Länge der Serie führte dazu, dass Antonius facettenreicher dargestellt wird: Er ist humorvoll, ordinär und besitzt eine ausgeprägte Sexualität. In den Grundzügen wiederholen sich aber die bereits bekannten Bestandteile seines Charakters: In militärischer Hinsicht ist er fähig, politisch dagegen wenig interessiert. Bei den weniger privilegierten Bevölkerungsgruppen Roms ist er ebenso beliebt wie bei den Soldaten. Auch in Rom sind Frauen und Rauschmittel seine großen Schwächen.
Die Einschätzung des Antonius-Bildes in den Verfilmungen ist seit Erscheinen derselben einem steten Wandel unterworfen. Zwar wurde der Römer in jüngerer Zeit noch als typischer „Frauenheld“ bezeichnet, ein Urteil, das von den filmischen Darstellungen beeinflusst sein dürfte. Gewandelte Geschlechterverhältnisse haben aber beispielsweise dazu geführt, dass das Publikum die Fokussierung des Antonius auf seine Partnerin Kleopatra im 21. Jahrhundert eher nachvollziehen kann als in früheren Zeiten. Die antiken Quellen geben ferner keinerlei Hinweise auf eine ausgeprägt promiskuitive Lebensweise des Antonius.